# Cathédrale Saint-Paul-Aurélien de Saint-Pol-de-Léon
Vous lisez un « bon article » labellisé en 2019.
La cathédrale Saint-Paul-Aurélien de Saint-Pol-de-Léon est une église cathédrale qui était le siège du diocèse de Léon, créé au VIe siècle et supprimé en 1801. L'église fait actuellement partie du diocèse de Quimper et Léon dont elle est l'un des deux sièges. Elle fait l'objet d'un classement au titre des monuments historiques par la liste de 1840. Elle est une des sept cathédrales étapes du Tro Breiz.
Une première cathédrale est détruite par les Danois en 875. Une deuxième, construite à l'époque romane, est endommagée par le roi d'Angleterre Henri II Plantagenêt en 1170. La construction de l'édifice actuel commence en 1230. Une première série de campagnes de travaux permet la reconstruction de la façade et de la nef entre le deuxième tiers du XIIIe siècle et les premières décennies du XIVe siècle. Après un temps d'arrêt, une seconde série de travaux aboutit à la reprise du transept et la reconstruction du chevet, achevée en 1539. 
L'édifice présente des ressemblances avec les grandes cathédrales normandes, dont elle a subi l'influence architecturale : la façade s'inspire des cathédrales de Lisieux et de Coutances ; la nef et le chevet présentent un passage mural au pied des fenêtres hautes, et une partie des vitraux reprend la forme en mitre des baies anglo-normandes. L'édifice présente en outre la particularité d'avoir conservé en partie son transept roman, remanié et remis au goût du jour à la fin du Moyen Âge.
La cathédrale abrite en outre un riche mobilier, dont plusieurs dizaines d'objets classés ou inscrits au titre des monuments historiques. Parmi les plus notables figurent l'ensemble des stalles du chœur, le retable de Notre-Dame du Mont-Carmel qui provient de la chapelle du couvent des Carmes de la ville, de nombreux tombeaux, ainsi que les reliquaires de crânes conservés dans les « Étagères de la nuit ».

## Histoire

### Les édifices antérieurs

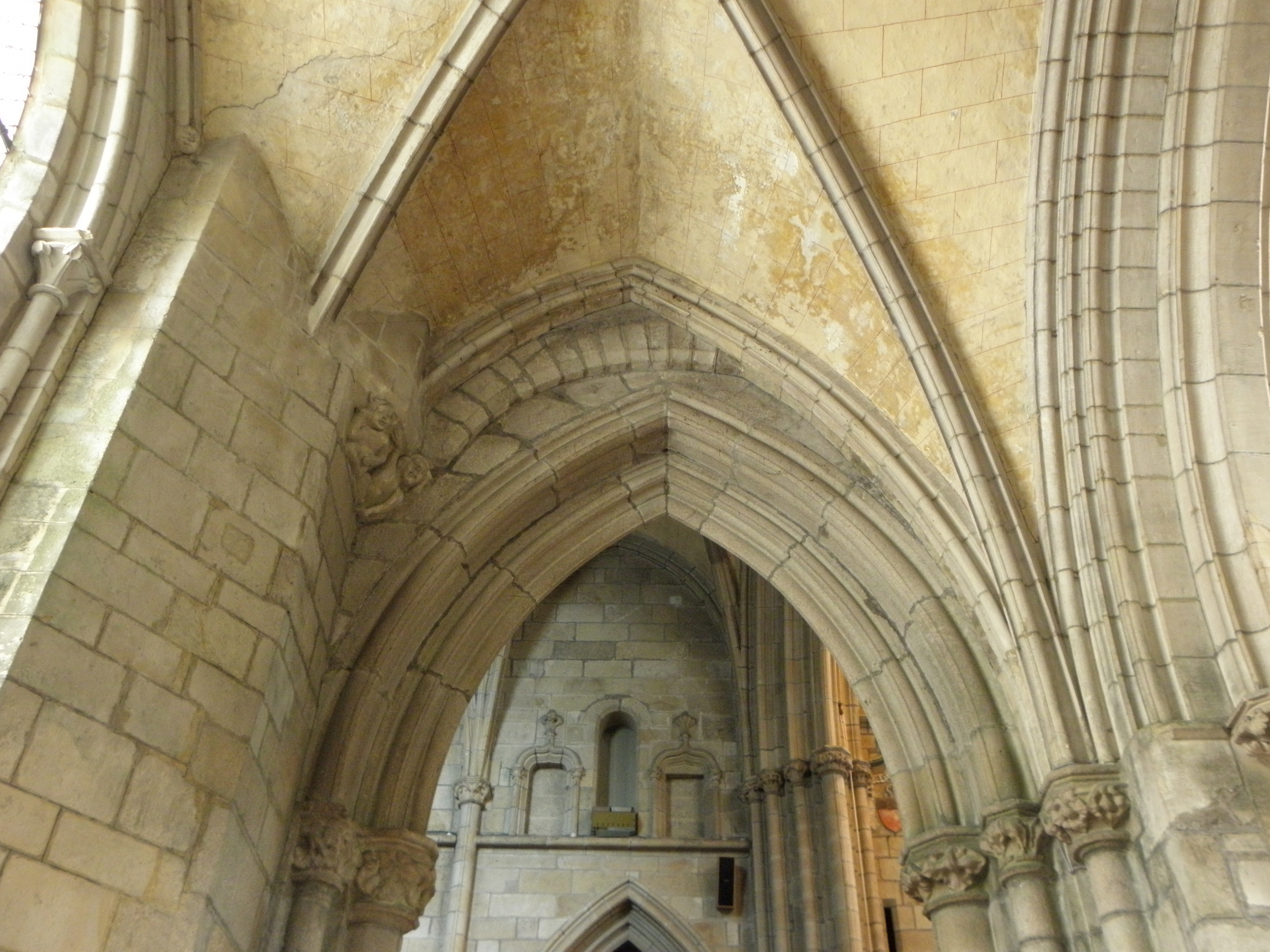
Arcade séparant le collatéral nord et le transept, avec trace d'un arc en plein cintre subsistant de l'église romane.

L'église est dédiée à saint Paul Aurélien (ou saint Pol Aurélien). D'après l'hagiographie, la Vie de Paul Aurélien, écrite en 884 par le moine Uurmonoc de l'abbaye de Landévenec, Paul Aurélien serait un moine venu du Pays de Galles pour évangéliser le territoire des Osismes vers 525. Il aurait été le premier évêque de la ville, peut-être une abbaye-évêché sur le modèle irlandais. Si une Vita, qui est une histoire écrite pour valoriser un personnage en s'inspirant d'anciennes sources écrites et orales disparues depuis, ne présente pas toutes les garanties de réalité, il est certain que l'évêché de Saint-Pol-de-Léon est très ancien et antérieur à ceux des diocèses de Dol, de Saint-Brieuc et de Tréguier, fondés au IXe siècle.
La première église est détruite en 875 par les Danois. Une église romane, probablement non voûtée, est reconstruite à cet emplacement dans la première moitié du XIIe siècle, sous l'épiscopat de Hamon de Léon. Les vestiges conservés indiquent que l'édifice était particulièrement soigné, avec un décor riche : des peintures murales dans les combles du transept nord, quelques fenêtres bouchées au croisillon sud… Il pourrait avoir eu le même plan, au moins en partie, que l'édifice actuel. Ce bâtiment subit des dommages en 1170 lors d'un raid mené par les Anglais sous la conduite du roi d'Angleterre Henri II.

### La reconstruction de la façade et de la nef (XIIIeetXIVesiècles)
La construction de la cathédrale actuelle commence vers 1227, sous l'évêque Derrien (1227–1238), par la façade occidentale. Le chantier traîne en longueur et dure jusqu'au XIVe siècle. Il peut être divisé en trois campagnes : les parties basses sous Derrien, puis le niveau intermédiaire avec les trois baies centrales sous son successeur Guy (1238–1262). L'étage des cloches, les flèches et le porche ont été achevés sous le très long épiscopat de Guillaume de Kersauzon (1292–1327).
Les travaux sont également menés dans la nef : elle est le fruit de deux grandes campagnes de constructions, l'une dans les années 1250–1260 et la seconde dans le premier tiers du XIVe siècle. La première campagne, menée à une époque où l'architecture bretonne reçoit l'influence des constructions normandes et anglaises, a eu pour fruit les parties basses de la nef et sa travée la plus occidentale, ainsi que le porche méridional ; elle peut être rapprochée de la nef de la cathédrale de Tréguier, elle aussi influencée par l'architecture anglaise et normande. La seconde campagne a permis de bâtir le triforium et les fenêtres hautes et de poser les voûtes. Entre les deux périodes, le chantier a connu un long arrêt, mis à profit pour poser un décor peint dans la partie méridionale de la nef. La reprise de la construction, notamment le voûtement des bas-côtés, a conduit à la mutilation de ces peintures. L'édifice est consacré en 1334.
Une chapelle dédiée à saint Martin de Tours est également bâtie le long de la nef, au-delà du bas-côté méridional, entre le grand porche et le bras sud du transept. Sa construction a sans doute eu lieu sous l'épiscopat de Guillaume de Kersauzon (1292–1327).

### La reconstruction du transept et du chevet (XIVeauXVIesiècle)

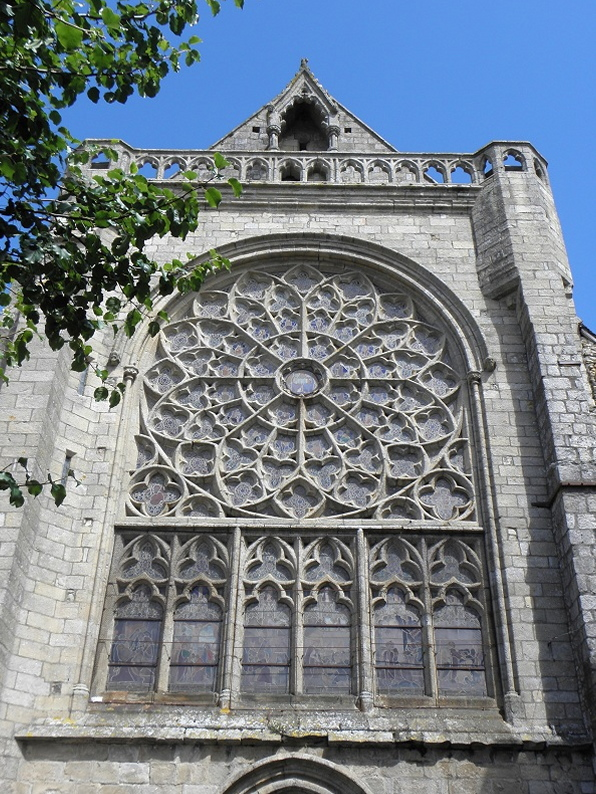
Rose du transept sud, construite après l'incendie de 1375.

La chronologie de la reconstruction du transept et du chevet a fait l'objet de désaccords parmi les historiens, la plupart datant le lancement du chantier de l'épiscopat de Jean Validire, soixante ans après des dégradations commises par les Anglais en 1365. Cependant, de nouvelles hypothèses ont été proposées par Isabelle Isnard : incendiée avec le reste de la ville par les Anglais le 14 septembre 1375 (et non 1365), le jour de la Sainte-Croix, la cathédrale fait rapidement l'objet d'une campagne de travaux de restauration sur le transept et le chœur romans, dont sont issus le pignon du croisillon sud, les baies en plein cintre qui couronnent le mur oriental de ce croisillon, ainsi que les baies de la première chapelle nord avec leurs remplages de style gothique rayonnant.
Un nouveau chantier est lancé par l'évêque Jean Validire en 1431, avec le soutien financier du duc Jean V de Bretagne. Ses successeurs Jean Prigent puis Guillaume Le Ferron assurent la poursuite des travaux, que le second mène à son achèvement. L'ouvrage commence par les chapelles du déambulatoire ; le transept est rebâti en parallèle des travaux du chœur, en intégrant les parties bâties au XIVe siècle. Les travaux sont achevés en 1472 au plus tard, à la mort de Guillaume Le Ferron.
Dans la nef, le portail méridional du XIIIe siècle est remplacé au XVe siècle par un autre réalisé en kersantite. On aménage également des enfeus dans le bas-côté nord.
Enfin, entre 1521 et 1539, on remanie le transept en y lançant de nouvelles voûtes ; à cette période, les chapelles du déambulatoire sud sont également modifiées pour permettre un nouvel aménagement de l'espace.

### L'édifice à l'époque moderne
En 1601, la foudre s'abat sur une des tours, causant la brisure de toutes les vitres. En 1658, on construit une tribune d'orgue dans la nef, appuyée sur les piles qui portent les tours de la façade.
En 1749, après avoir demandé un état des lieux du mobilier, l'évêque Jean-Louis Gouyon de Vaudurand (1745–1763) ordonne la suppression de quatorze autels et de statues « indécentes », vu leur état de délabrement ou leur style jugé indigne au siècle des Lumières.

### Après la Révolution française

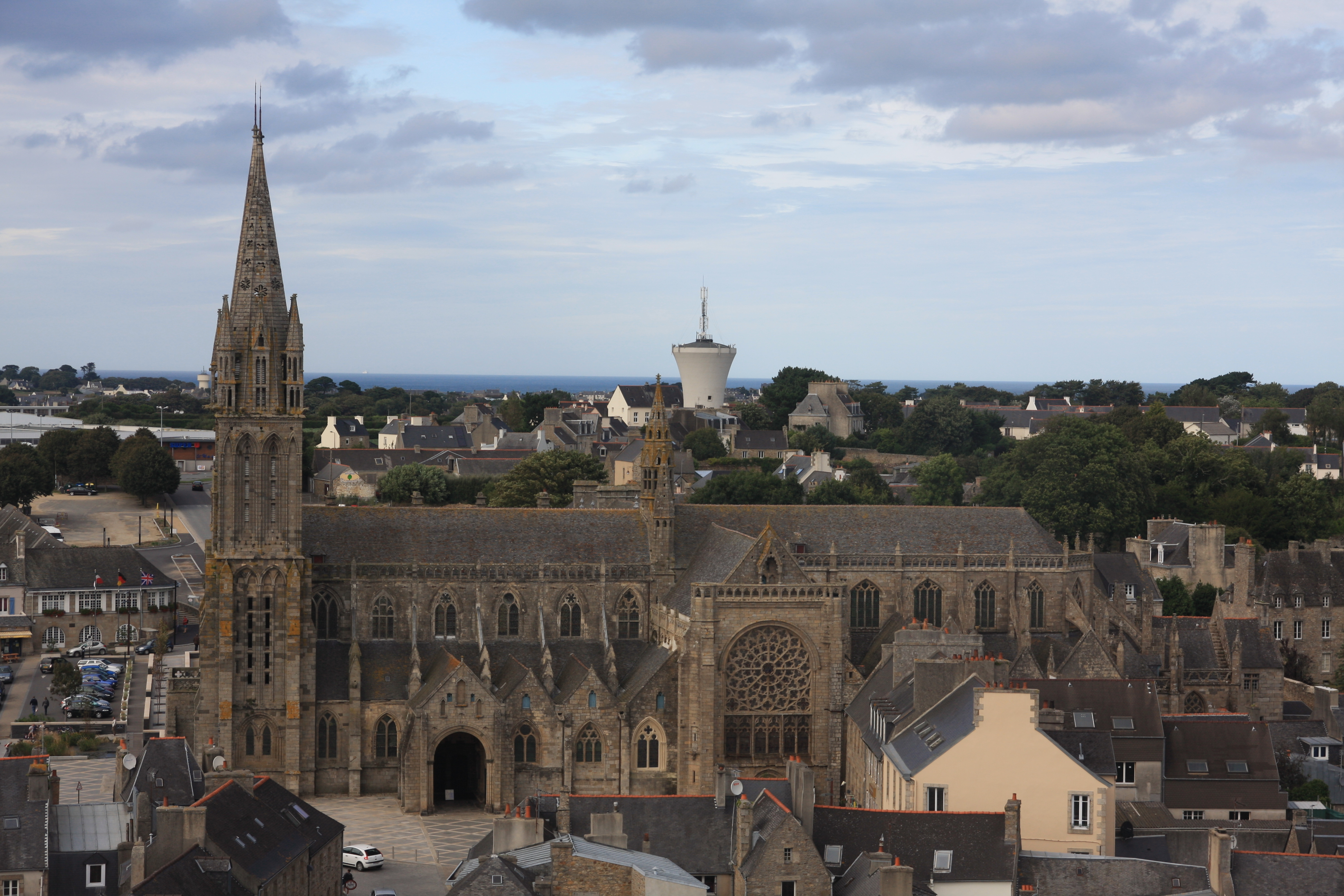
Façade sud vue depuis la chapelle du Kreisker.

Après les troubles de la période révolutionnaire, le concordat de 1801 crée à la place des deux anciens diocèses de Cornouaille et de Léon le diocèse unique de Quimper et Léon, qui comprend en outre des éléments des anciens diocèses de Vannes, de Tréguier et même de Dol. La cathédrale de Saint-Pol-de-Léon garde le titre de cathédrale, mais le siège principal du nouveau diocèse devient la Cathédrale Saint-Corentin de Quimper.
L'édifice, qualifié d'exceptionnel par Prosper Mérimée en 1835, est classé monument historique par la liste de 1840. Peu après, des travaux de restauration sont lancés, sous la responsabilité de Charles Boyer, puis d'Étienne Puyo. La voûte de la nef est restaurée en 1844, par la suppression des gravats situés sur son extrados et la mise en place de tirants de fer avec des ancres au sud. Les voûtes sous les tours de façade durent être entièrement reconstruites en 1859–1860, sous la conduite d'Étienne Puyo, qui recevait lui-même des indications d'Étienne Lambert. En outre, six des dix arcs-boutants sont remplacés dans l'intervalle. Enfin, le porche sud en kersantite est lourdement restauré en 1860–1863 : l'intérieur est gratté, les socles des statues, les culots sculptés, les banquettes et les colonnettes qui portaient les voûtes sont tous refaits ou remplacés.
Une cérémonie grandiose célèbre les 4, 5 et 6 septembre 1897 la translation dans une châsse en bronze doré des reliques conservées dans la cathédrale : une épine de la couronne du Christ ; le crâne, un os du bras et un doigt de saint Paul Aurélien ; une omoplate et une vertèbre de saint Hervé ; une tête de fémur et deux fragments d'os d'un certain saint Laurent, neveu de saint Paul. L'ancienne cathédrale est édifiée en basilique mineure de l'Annonciation par Léon XIII en 1901.

### Vie de la cathédrale auXXIesiècle
Depuis 1994, la cathédrale se trouve incluse dans le parcours du Tro Breiz qui renaît cette année-là sous l'impulsion du saint-politain Philippe Abjean, président de l'association « Les Chemins du Tro Breiz ». Saint-Pol est point de départ et d'arrivée pour la deuxième boucle, de 2003 à 2009. Le maire de la ville est par ailleurs président de l'association « Chemins des Cathédrales » née en 2015 en vue d'obtenir le label « Itinéraire culturel européen ». 1500 pèlerins se réunissent dans la cathédrale à l'arrivée 2016 et au départ 2017.
Une première phase de travaux s'achève en 2007 avec la réalisation à l'extérieur d'un parvis fait de dallage en granit de 1800 m², un jardin d'eau et un éclairage variant en fonction du temps liturgique. En 2013, la commune intègre le réseau des Villes-cathédrales. Un plan de restauration du massif occidental de l'édifice débute en 2016 et se poursuit en cinq tranches jusqu'en 2020.
Ces travaux se sont en fait achevés en 2021 : plus de 130 m² de pierres de granit ont été remplacés, 60 mètres de tirant forés dans les maçonneries, 40 m³ de chênes repris, etc.. sur l'ensemble du massif occidental de la cathédrale.
La paroisse dispose d'une chorale exerçant à la cathédrale et du « Petit chœur de Saint-Paul-Aurélien ». S'y produisent des groupes locaux, comme l'Ensemble choral du Léon, fondé par l'abbé Roger Abjean, et internationaux comme le chœur « Chantres orthodoxes Russes ». Des concerts d'orgue y sont régulièrement organisés, dans le cadre notamment des « Mardis de l'orgue ». Laurent Voulzy prévoit de s'y produire les 8 et 9 octobre 2021 et le chanteur santecois Denez Prigent le 19 novembre 2021.

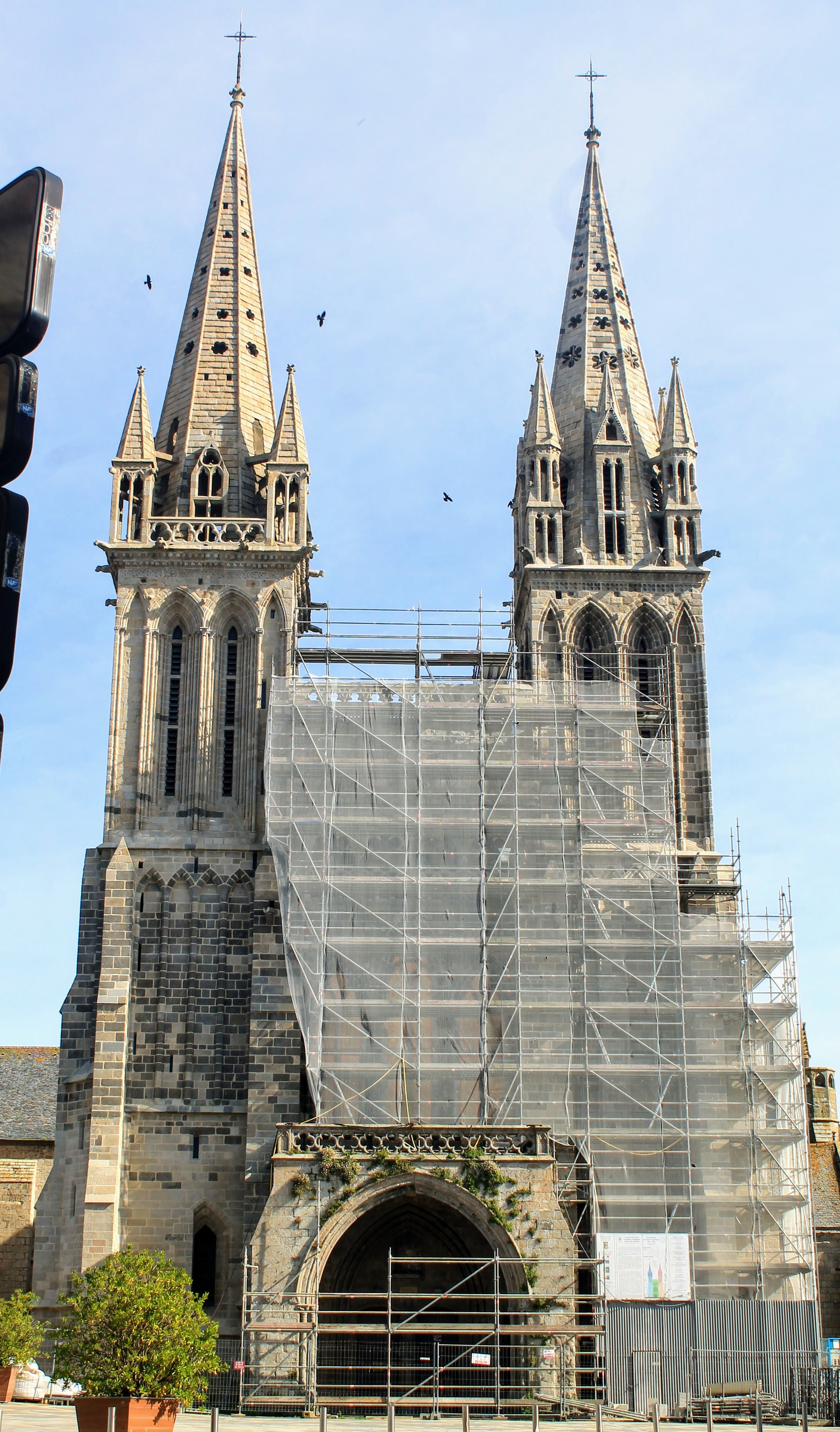
Façade occidentale en cours de rénovation en 2019.
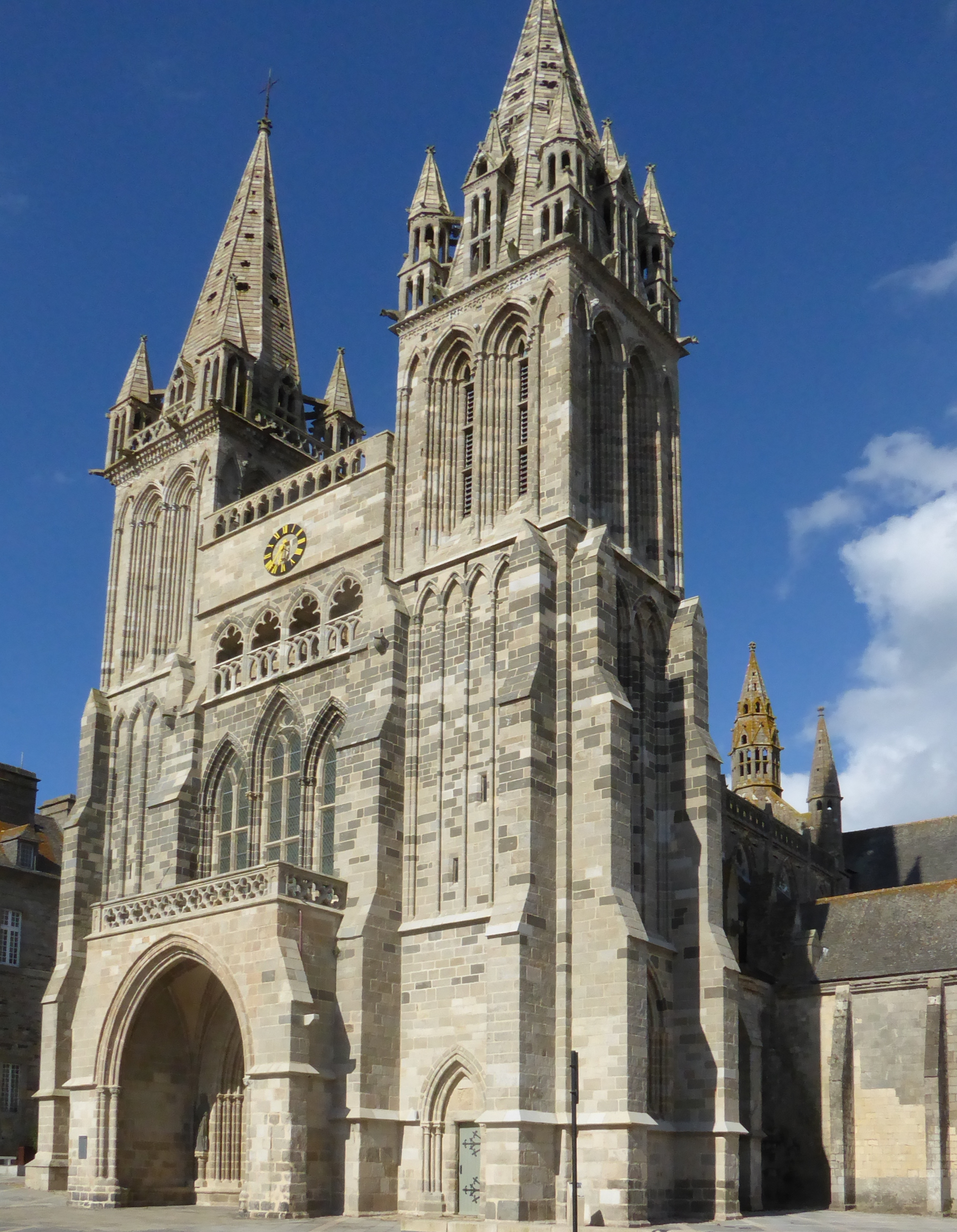
Après la restauration de la façade (2022).

## Description

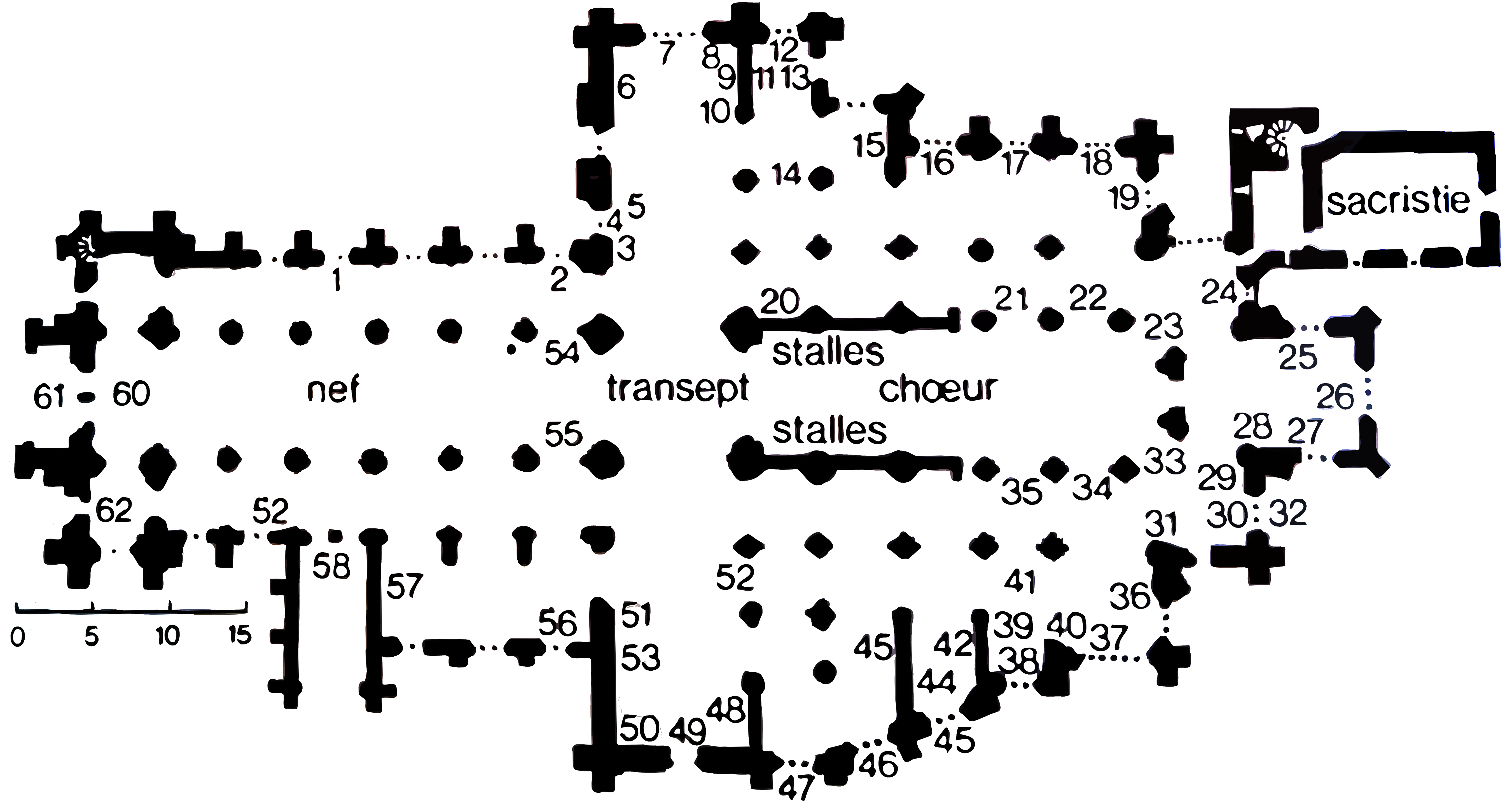
Plan de la cathédrale. Les numéros indiquent divers points d'intérêt (vitraux, mobilier) de la cathédrale.

La basilique-cathédrale actuelle est une église gothique, influencée par le style normand et bâtie à partir d'une église romane dont on voit encore des vestiges. Elle est inspirée notamment de la cathédrale de Coutances. Ses deux tours dissemblables aux imposants clochers atteignent une hauteur de 55 mètres. La nef a été construite en pierre de Caen, une pierre d'importation dont l'approvisionnement était coûteux. Le reste de l'édifice est en granit local. Le parvis est refait en 2006 avec du granit provenant de Chine. Les dalles sont des losanges qui font écho au plan du monument religieux. Leurs deux couleurs ont été choisies pour rappeler le dallage du chœur.

### Dimensions
La cathédrale n'est pas grande :
- longueur totale : 79 m
- longueur du transept : 43 m
- largeur totale de la nef : 16 m, dont :
  - vaisseau central : ?
  - bas-côtés : ?
- hauteur de la nef : 16 m
- hauteur des tours : 55 m

### Extérieur

#### Façade

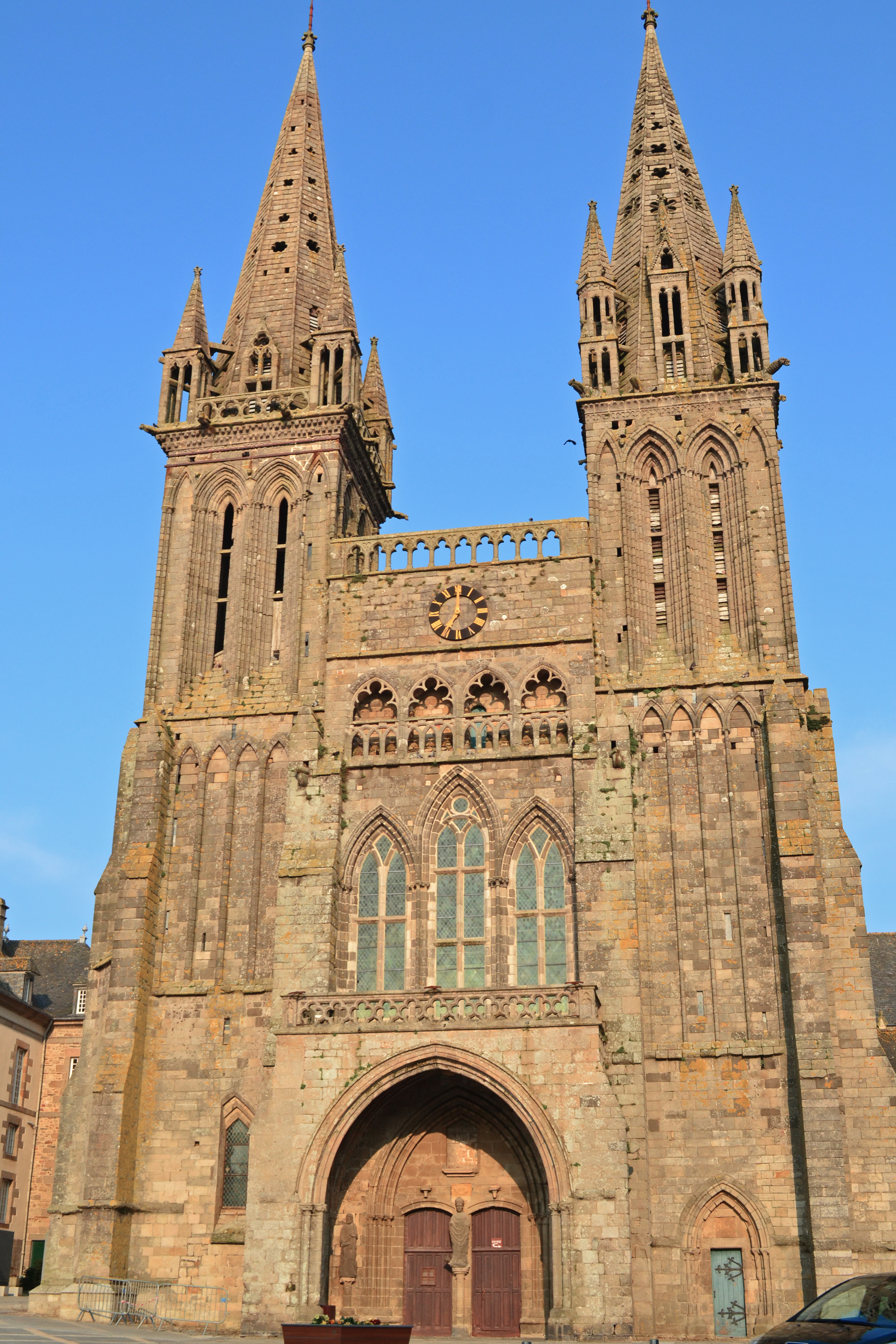
La façade de la cathédrale.

L'influence normande est particulièrement sensible lorsqu'on observe la façade : elle est construite sur le modèle de la façade harmonique à deux tours. Un décor d'arcatures aveugles plaquées sur les parties basses des tours s'inspire de la cathédrale de Coutances, et la partie centrale, qui éclaire la nef par trois baies en triplet surmontées d'une arcature, est reprise de la cathédrale de Lisieux. Les parties hautes des tours, ouvertes par des baies géminées encadrées d'arcatures aveugles et ornées de fines colonnettes dans les embrasures, sont reprises d'églises caennaises, comme Notre-Dame de Froide-Rue. Cependant, les modèles normands ne sont pas suivis en tout : le sommet de la partie centrale a une forme rectangulaire, contrairement aux édifices normands qui portent des gâbles triangulaires ajourés ; le triplet de baies est rendu particulièrement harmonieux par l'alignement des chapiteaux des trois baies, quoique leurs arcades atteignent des hauteurs différentes ; enfin les moulures qui retombent de ces arcs s'entrecroisent de manière très novatrice pour l'époque.
On distingue les trois phases de constructions grâce aux différentes pierres employées : pour les parties basses, du granite à pegmatite provenant de Roscoff et de l'Île-de-Batz ; pour la partie médiane, du granite monzodiorite issu d'exploitations locales ; enfin, pour les parties hautes, les constructeurs sont revenus au granite à pegmatite des parties basses. La façade est précédée d'un porche, ajouté devant elle au début du XIVe siècle, utilisant le granite de Sainte-Catherine. On peut également observer les restaurations du XIXe siècle, en granite gris, sur les garde-corps, les meneaux et les traverses des baies.
L'ancien palais épiscopal se trouvait juste au nord de la cathédrale et a imposé des différences entre les deux tours : la face nord de la tour nord est vierge de tout décor et de toute ouverture, et l'on y voit des traces du bâtiment disparu. À l'inverse, l'élévation sud de la tour sud est ouverte par des fenêtres, les plus hautes étant ornées d'un larmier décoré de bâtons brisés, motif d'origine normande.

#### Porche sud

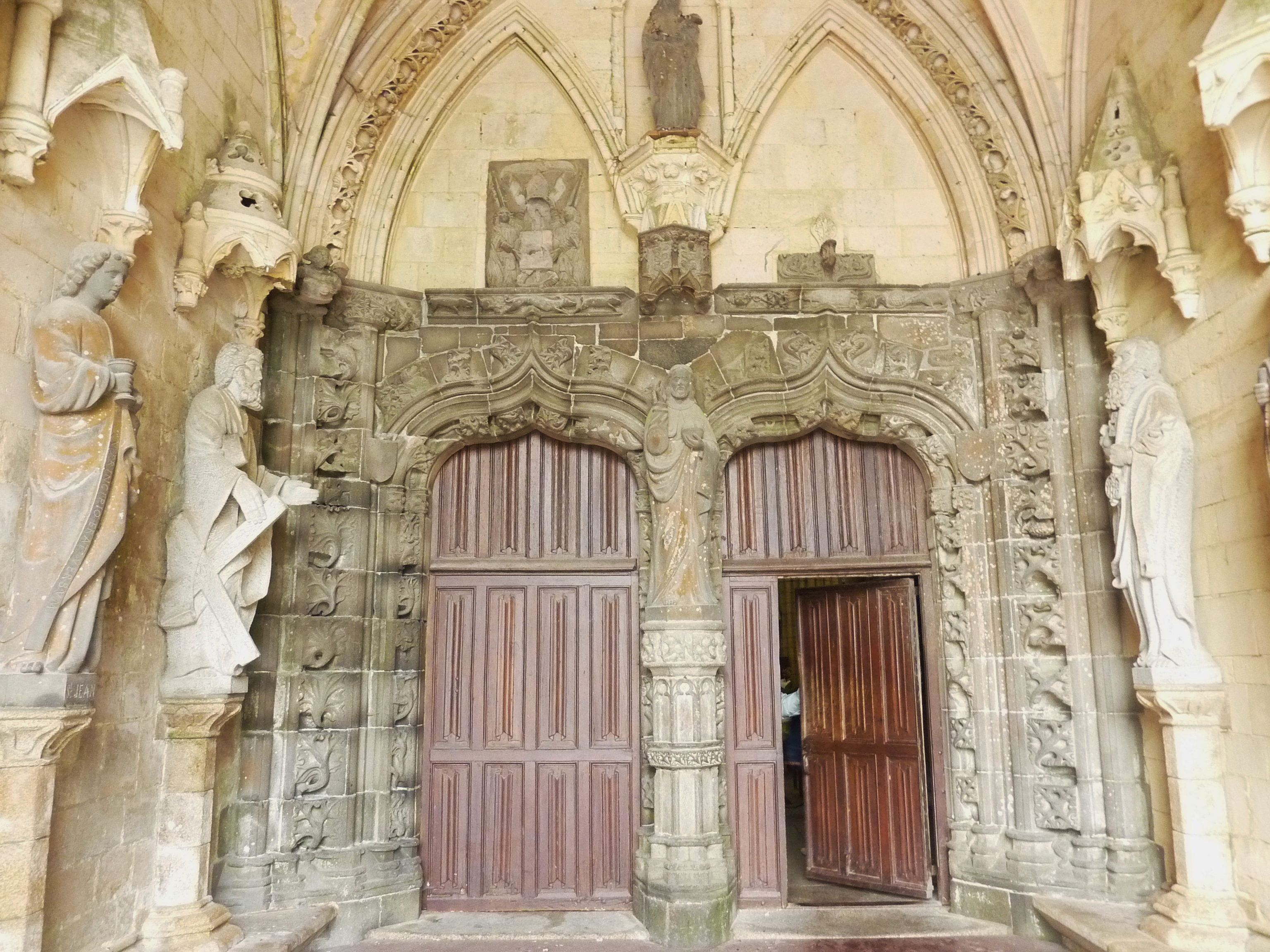
L'intérieur du porche méridional.

Outre la façade et le porche occidental, on peut entrer dans la nef par un porche situé au sud de l'édifice. Long de trois travées, il abritait probablement les statues d'un collège apostolique. Il n'en reste plus que les dais de quatre d'entre elles. S'y ajoutent le tympan en pierre de Caen et les voûtes en granite, qui remontent également au XIIIe siècle. Tous les autres éléments subsistants du porche méridional sont issus de la reprise en sous-œuvre des années 1430, réalisée en kersantite. L'ensemble était sans doute autrefois couvert d'une polychromie qui masquait les différences de matériaux.

#### Transept

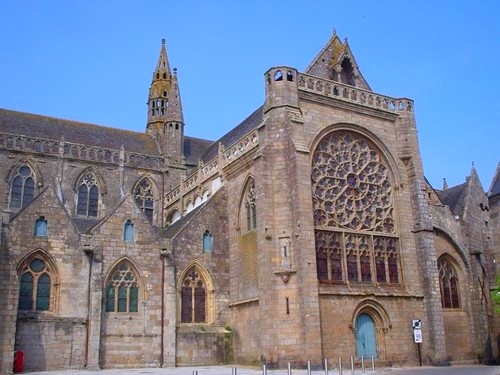
Le bras sud du transept.

Le transept, vu de l'extérieur, se caractérise par la diversité des parements et une disposition particulièrement complexe, issue de multiples changements de partis : dans le transept nord, le choix initial de conserver les murs romans tout en les modifiant pour les remettre au goût du jour est encore visible ; en revanche, dans le bras sud, le pignon a été repris pour construire une grande verrière, ce qui lui donne une hauteur nettement plus élevée que les murs gouttereaux sur lesquels il est appuyé. Ce pignon est couronné d'un dais ornemental, inspiré des églises normandes couronnées d'une niche à gable. Le clocher qui surplombe la croisée du transept est une copie du pignon de la façade ouest de l'église Notre-Dame du Kreisker, elle-même sous l'influence des grandes cathédrales normandes de Lisieux et de Coutances.

#### Chevet

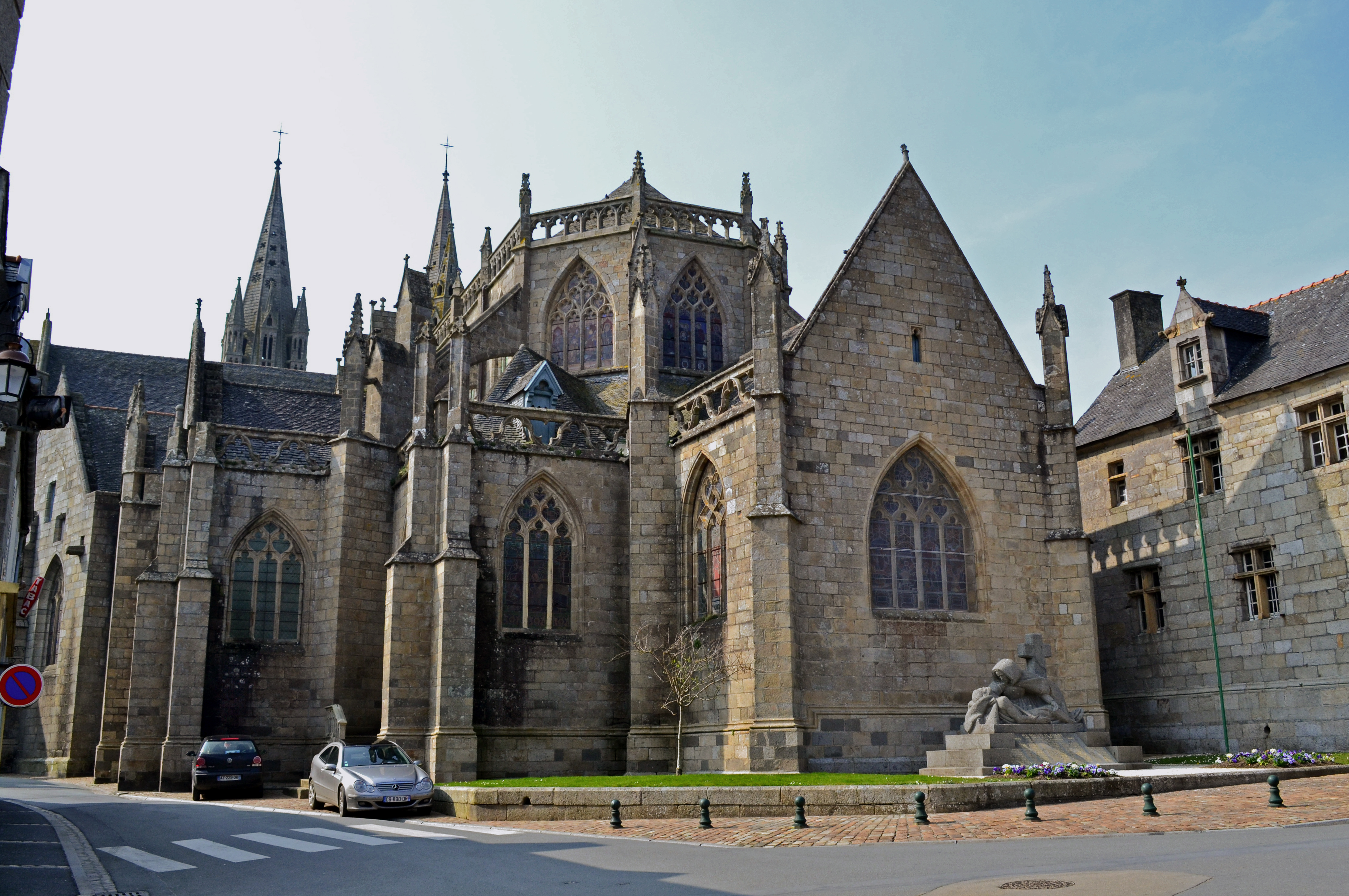
Le chevet de la cathédrale.

Vues de l'extérieur, les chapelles échelonnées du chevet forment au niveau inférieur une série de redents, sous influence anglo-normande, qui contrastent nettement avec les trois pans vitrés du rond-point du haut chœur : cette partie hérite bien plus de l'architecture gothique française. Ce contraste s'inverse lorsqu'on étudie les formes des baies : celles du haut chœur, en forme de mitre, s'inscrivent dans une filiation anglaise ; celles des chapelles, en tiers-point, suivent la tradition française. La jonction de ce chevet original avec le transept est assurée, en particulier au sud, par les chapelles seigneuriales construites pour l'aristocratie locale au XVIe siècle : le mur du fond assure la jonction oblique entre les chapelles échelonnées et le bras du transept.
Les chapelles de la partie sud du chevet forment un ensemble assez complexe, construit en plusieurs phases successives. La première chapelle après le transept présente un large arc de décharge qui s'appuie sur le mur du transept. Cet arc et le pan de mur qu'il porte semblent avoir précédé le pan de mur inférieur avec sa baie en arc brisé. La deuxième et la troisième travée sont regroupées en un seul pignon, construit en une seule campagne, mais initialement ouverte par une large baie unique en partie haute, avant que celle-ci ne soit murée et remplacée par deux baies basses sur le même modèle que celle de la première travée. Les chapelles suivantes montrent une grande homogénéité entre elles et avec la vaste chapelle d'axe. Sur le flanc nord du chevet, le mur gouttereau et le mur en retour à l'est sont ouverts par des baies à remplage rayonnant, qu'on peut rapprocher de la grande baie du pignon sud du transept. Cette partie a sans doute été construite lors des réaménagements du transept roman au XIVe siècle.

### Intérieur

#### Nef

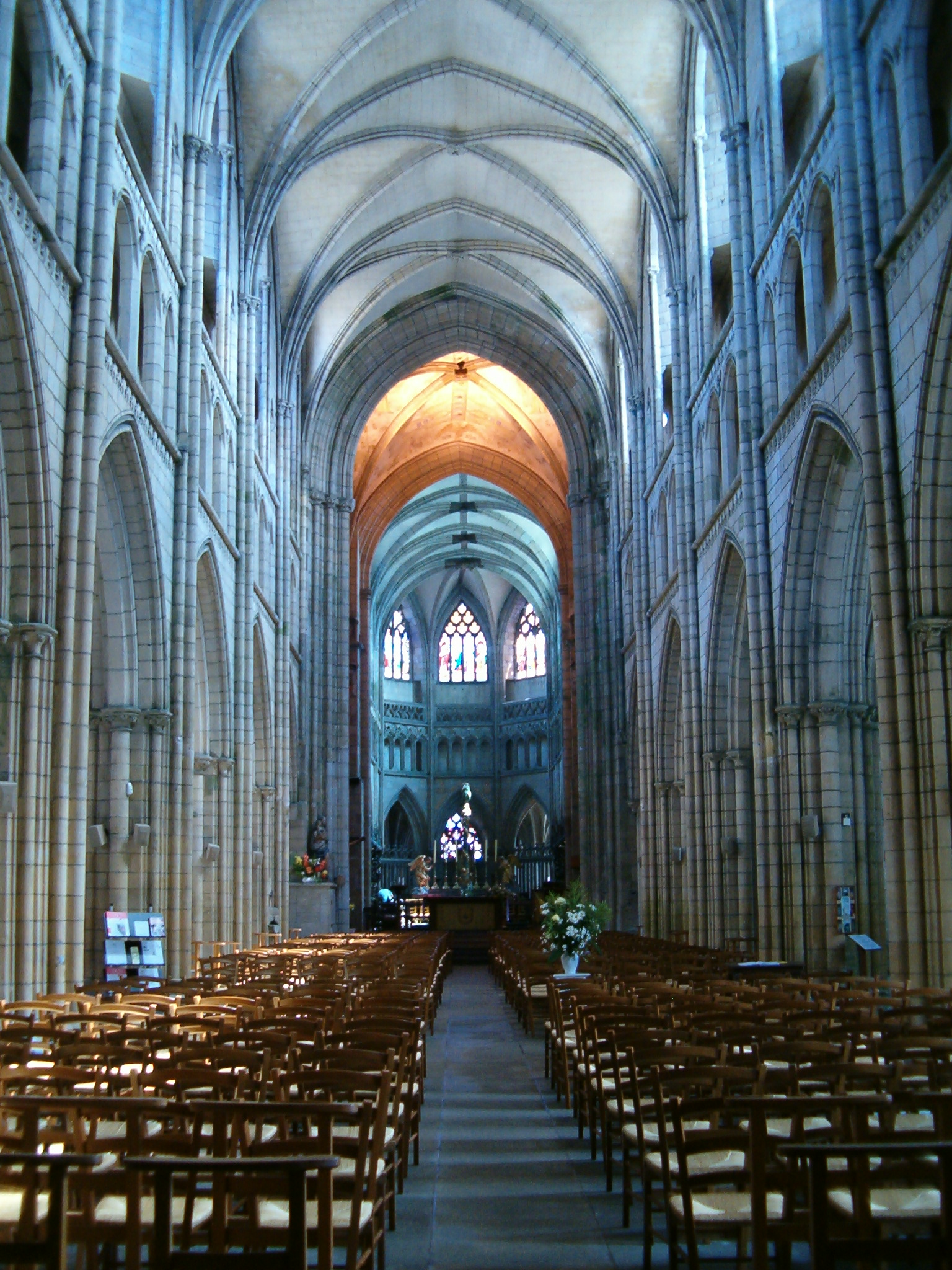
La nef de la cathédrale.

La nef est construite en calcaire importé de Normandie, un matériau rare et précieux en Bretagne, qui atteste du soin apporté à l'édifice. Elle comporte trois vaisseaux, séparés par de grandes arcades retombant sur des piles composées de multiples colonnettes. Ces grandes arcades présentent deux profils d'intrados différents : dans les deux travées occidentales, on observe une double moulure épaisse, d'inspiration normande ; dans les travées suivantes, il n'y a plus qu'un large bandeau orné de cavets. Cette différence pourrait résulter d'une interruption du chantier le temps de démolir l'ancienne nef, à laquelle les deux premières travées seraient d'abord venues s'appuyer. Au-dessus de ces grandes arcades, le triforium aveugle est surmonté par des fenêtres hautes, au pied desquelles circule une galerie, suivant la technique normande du mur épais.
La première travée, construite lors de la première phase de construction, diffère significativement du reste de la nef. Le triforium de la première travée est composée de deux arcades larges, dédoublées par deux arcs brisés, tandis que dans les travées suivantes, il est formé de quatre arcades brisées, les deux du centre plus large que celles des côtés. Ce triforium est orné de quadrilobes et de trilobes en creux, inspirés de constructions de la première moitié du XIIIe siècle en Basse-Normandie : la nef de la cathédrale de Sées ou le chevet de la cathédrale de Bayeux, par exemple. La frise qui présente ces décors est conservée et même doublée dans les travées suivantes, malgré les modifications apportées par ailleurs au triforium : il montre désormais une influence française qui n'existait pas dans la première phase de construction. En effet, l'absence de bases et de chapiteaux rappelle l'architecture rayonnante d'Île-de-France, quand la modification des proportions et la modénature simplifiée évoquent le chevet de la cathédrale de Bourges, peut-être connu par l'intermédiaire de celui de la cathédrale du Mans. Dans la seconde partie de la nef le triforium est surmonté des fenêtres hautes, encadrées par deux petites baies aveugles, qui ouvrent sur le passage mural. Les fenêtres hautes présentent des remplages extrêmement variés, difficiles à dater. Il est probable que les baies à meneaux bifurqués soient les plus anciennes, tandis que celles à deux lancettes surmontées d'un oculus pourraient être le fruit de remaniements ultérieurs.
La nef et ses collatéraux sont couverts de voûtes d'ogives. La similitude entre la sculpture des chapiteaux des parties hautes de la nef et celle des clés de voûtes, qui présentent tous deux des feuillages naturalistes, indiquent que les voûtes ont été posées peu de temps après l'achèvement des parties hautes.

#### Transept

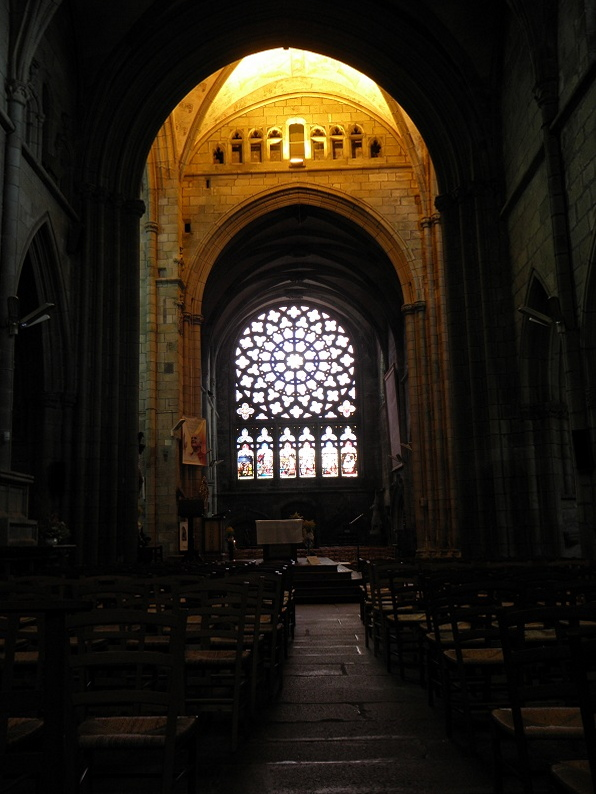
Transept de la cathédrale.

Le transept est particulièrement allongé : chacun des deux bras comprend quatre travées. Son élévation ne comprend que deux niveaux : de grandes arcades brisées surmontées de grandes fenêtres hautes. Il s'agit pour l'essentiel du transept de la cathédrale romane, mis au goût du jour aux XIVe siècle et XVe siècle. Ce phénomène est particulièrement visible lorsqu'on compare les murs orientaux et occidentaux : les premiers, du côté de la nef, sont encore aveugles, ouverts vers les combles des chapelles du déambulatoire par des baies en plein cintre ; en revanche les seconds sont percés de fenêtres gothiques.
Les bras du transept avaient été initialement conçus pour être charpentés et non voûtés, et il subsiste de ce premier projet une charpente à chevrons fermes dans le bras nord, particulièrement soignée mais en partie cachée par les voûtes actuelles. Les baies ouvertes dans la façade sud du transept et l'une des baies gothiques de son mur ouest sont également des témoignages de ce premier projet. Le voûtement est installé dans un second temps, dans le premier quart du XVIe siècle. La croisée du transept, en revanche, est voûtée dès les années 1430, et porte les armoiries de Jean Prigent, évêque de Léon de 1436 à 1439, peintes portées par des anges sur un fond d'étoiles et de décors végétaux. Afin de masquer la différence de niveau entre la voûte haute de la croisée et celles plus basses des bras du transept, de puissants arcs diaphragmes marquent la séparation entre les deux espaces ; de même, des arcs diaphragmes marquent la séparation entre la nef, la croisée du transept et le chœur. Ce dernier arc semble particulièrement simplifié aujourd'hui, mais il était à l'époque complété par un jubé aujourd'hui disparu.

#### Chœur

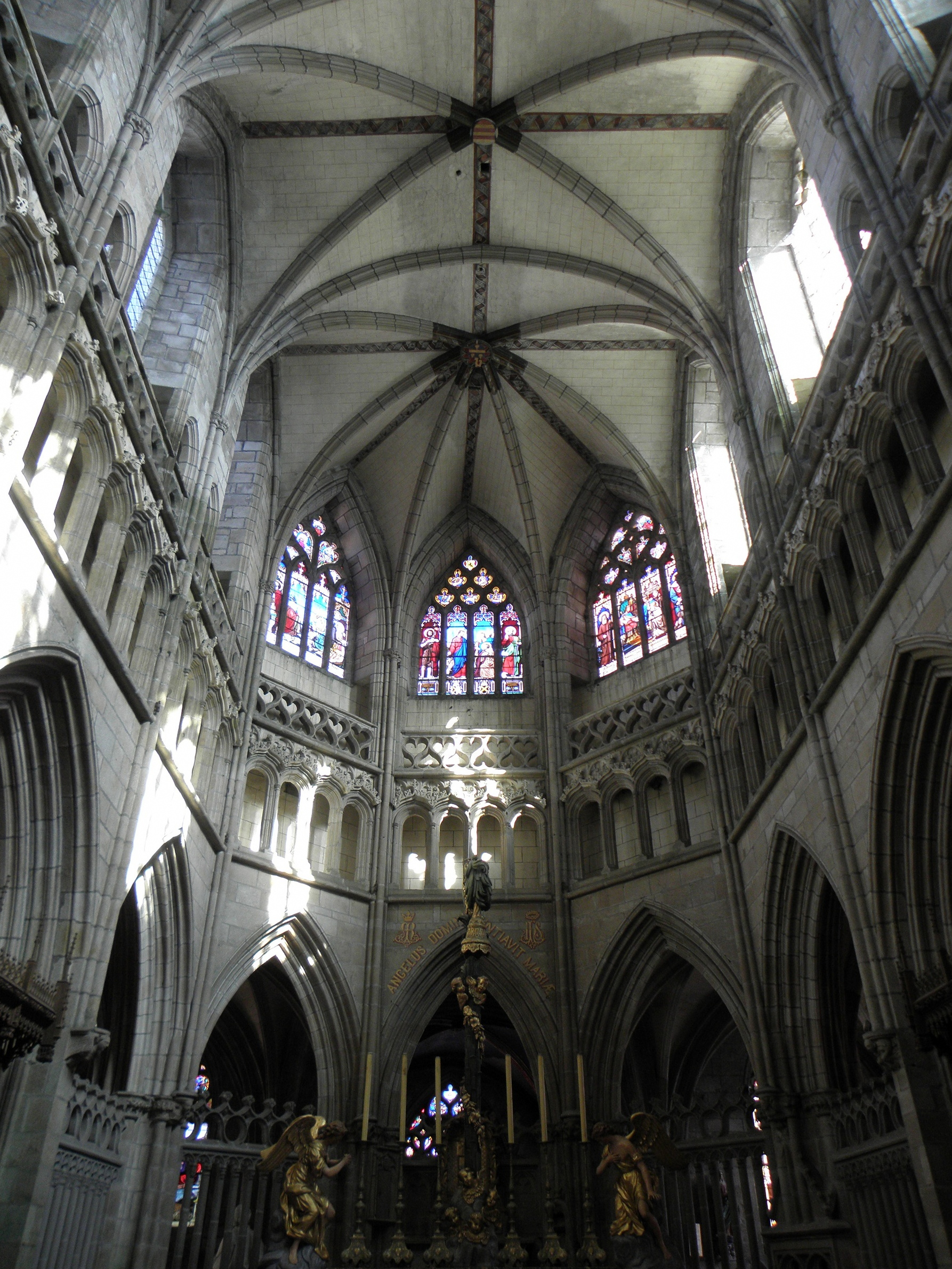
Le chevet de la cathédrale.

Le chevet est construit sur un plan particulièrement original, qui combine le chevet à déambulatoire à chapelles rayonnantes et le chevet plat à redents. L'objectif était probablement de construire, au moins en partie, sur les fondations de la cathédrale romane. Le projet initial comportait probablement un chevet à double déambulatoire et chapelles rayonnantes comme à la cathédrale de Tréguier, mais il a été abandonné en cours de chantier pour un plan à chapelles échelonnées, élargi par l'extension du collatéral extérieur. Cette évolution pourrait être un effet de l'influence anglaise. Le vaisseau central accueille le chœur canonial et le sanctuaire, qui s'achève par une travée de plan trapézoïdal.
La construction est entièrement en granite, à l'exception de la frise du dessus du triforium, très ornée, qui est réalisée en calcaire. L'élévation du vaisseau central a trois niveaux : des grandes arcades conçues dès l'origine pour accueillir la clôture de chœur, puis un triforium aveugle orné d'arcs en accolade flamboyants, puis des fenêtres hautes avec un passage mural protégé par un garde-corps ajouré. Les fenêtres hautes des travées droites sont couronnées d'arcs en mitre issues du Perpendicular Style anglais, tandis que celles du rond-point ont une forme en tiers-point bien française. Ce mélange de styles a posé problème au constructeur des voûtes, qui retombent maladroitement sur les formerets. Dans les travées droites du chœur, les ogives retombent sur des faisceaux de trois colonnettes que portent des consoles à décor de figures humaines, tandis que dans l'abside, les ogives retombent jusqu'au sol par des colonnettes ininterrompues, une par ogive. Les clés de voûte accueillent les armoiries des puissants locaux : le comté de Léon dans la première travée, la famille de Rohan dans la deuxième, l'évêque Jean Validire dans la troisième, la famille du Chastel dans la quatrième, enfin l'évêque Guillaume Le Ferron dans l'abside.
Les bas-côtés et les chapelles rayonnantes sont également voûtés d'ogives, qui retombent sur des piles avec des croisements de moulures, qui sont parmi les premiers exemples connus en Bretagne de ce type de travail de la pierre. L'intérieur des chapelles ne correspond pas toujours à l'apparence extérieure. Ainsi, du côté sud, les deuxièmes et troisième travées, réunies par un seul pignon, sont divisées : la deuxième travée ne forme qu'une chapelle avec la première, tandis que la troisième en est séparée par un mur de refend ouvert par une grande arcade. Quant aux chapelles nord, elles présentent, au-dessus des voûtes d'ogives, les restes d'un départ de voûte d'arêtes peinte : il s'agit probablement d'une subsistance de la cathédrale romane.

### Vitraux
La cathédrale abrite un très riche ensemble vitré ; cependant, la plupart des verrières sont modernes, car l'immense majorité des vitraux anciens a disparu.

#### Les vitraux anciens

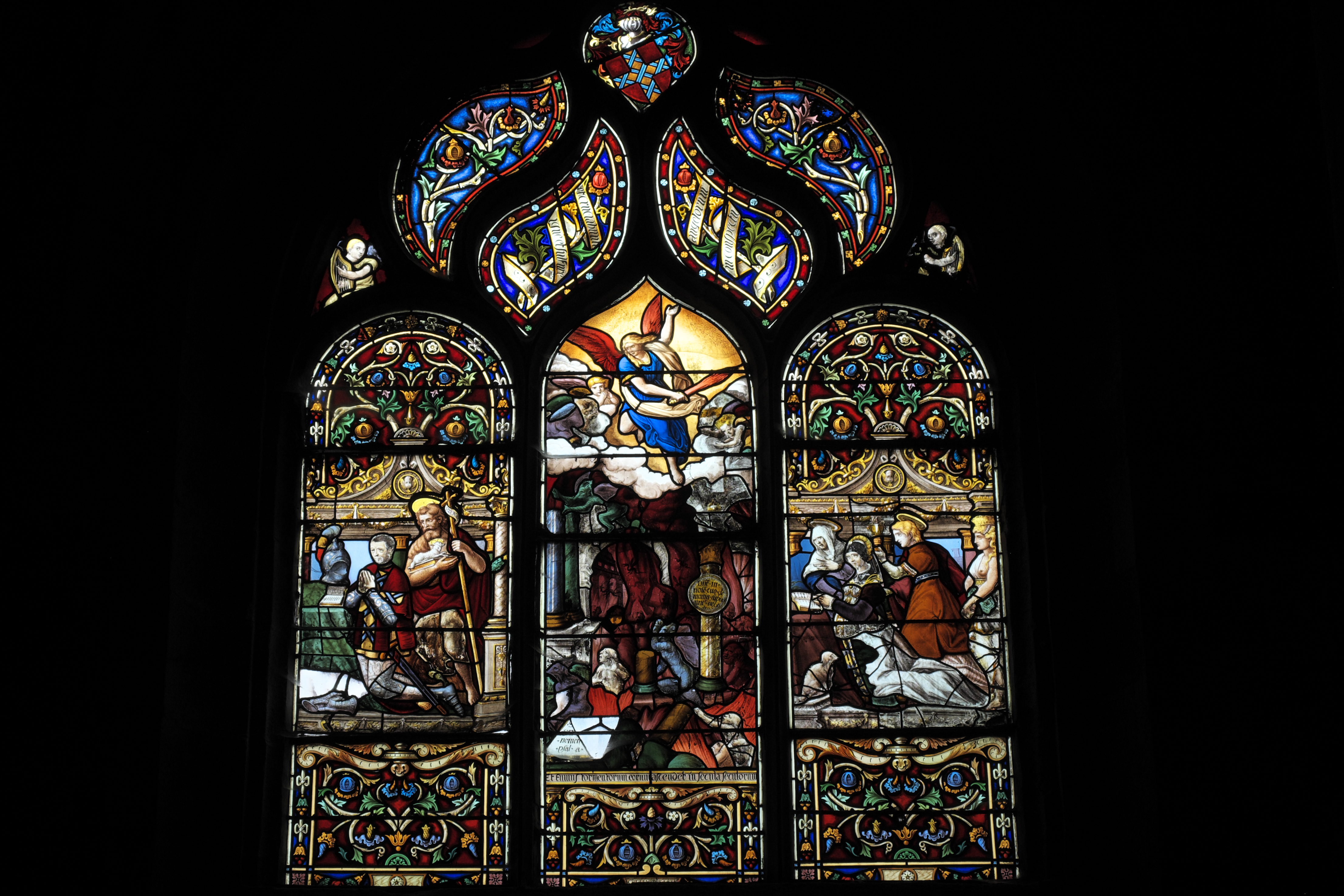
Verrière de l'Enfer, donnée par la famille Le Scaff.

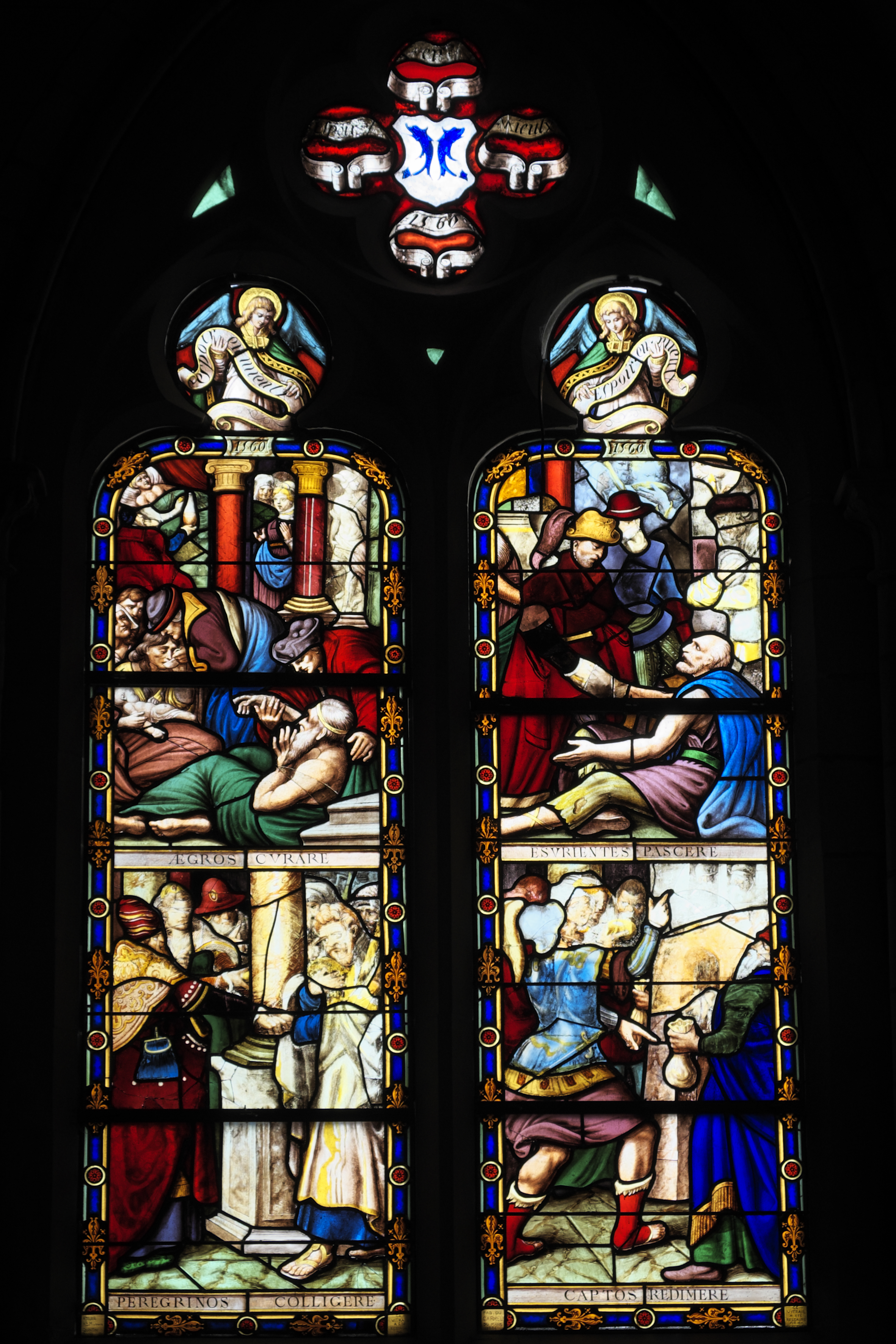
Verrière des Œuvres de Miséricorde.

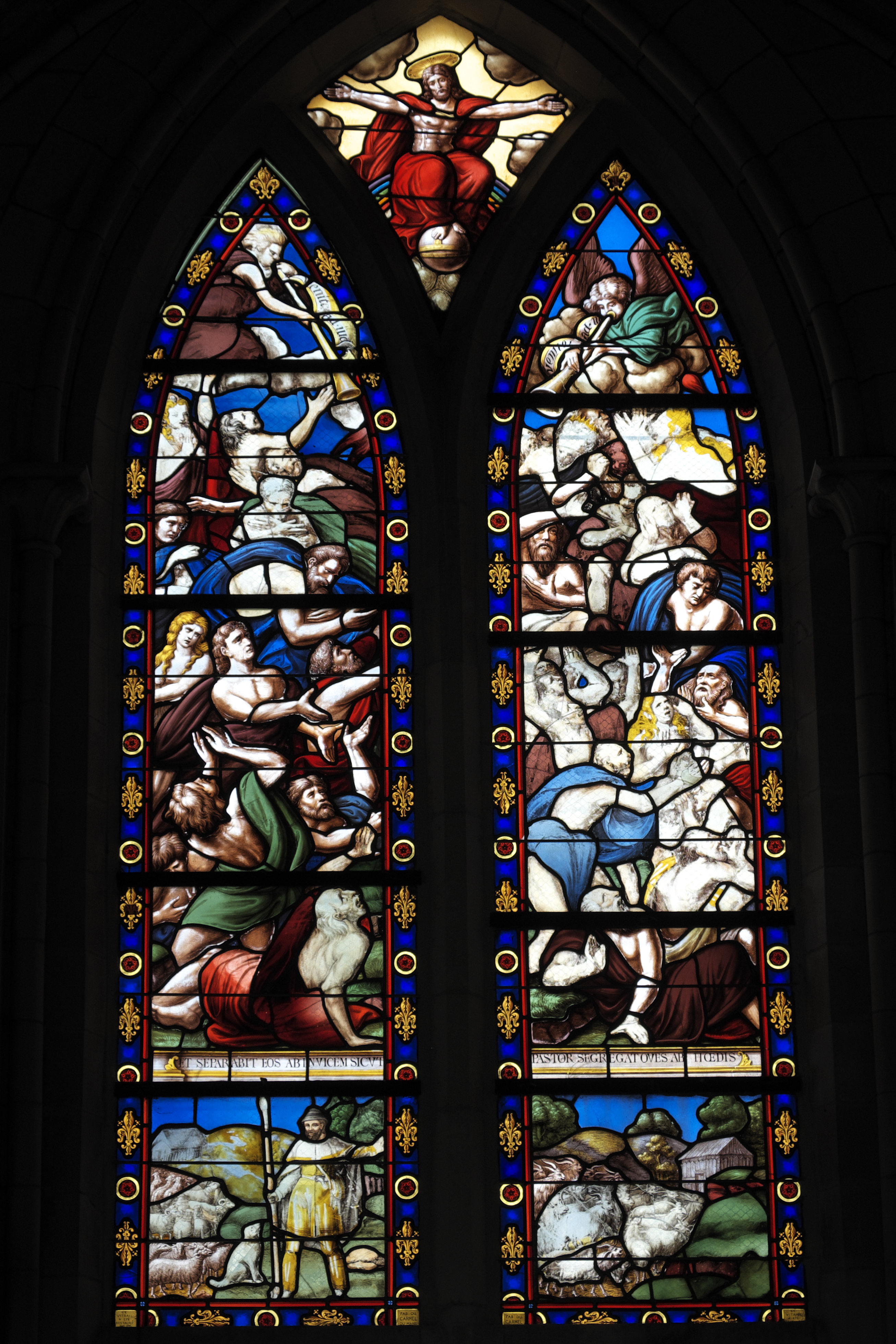
Verrière du Jugement dernier.

Seules trois verrières contiennent encore des vitraux anciens ; encore sont-elles largement recomposées.
La baie 14 (point d'intérêt no 56 sur le plan), située dans l'une des chapelles du déambulatoire sud, a été offerte par la famille Le Scaff dans la seconde moitié du XVIe siècle ; elle a été très recomposée en 1884. Composée de trois lancettes et d'un tympan à sept ajours, elle figure au tympan un écu moderne, entouré d'anges musiciens également modernes. Dans la lancette gauche, on voit un donateur agenouillé, peut-être Jean Le Scaff, protégé par saint Jean Baptiste ; il ne reste plus du panneau ancien que des fragments. Au centre, une scène de l'Enfer, dans une architecture Renaissance, est bien conservée du XVIe siècle. Enfin, à droite, une donatrice, peut-être Anne du Bois, est présentée par sainte Anne et saint Jean l'Évangéliste. Cette lancette est également bien conservée.
La baie 20 (no 46 sur le plan), située dans le bas-côté sud juste avant la jonction avec le transept, est composée de deux lancettes trilobées à deux registres et d'un quadrilobe en guise de tympan. Elle porte la date de 1560 et est consacrée aux Œuvres de Miséricorde. Elle a été recomposée par le maître verrier Hucher vers 1884, qui a également placé un écu entouré de phylactères au tympan. Le registre inférieur présente l'accueil des étrangers et le rachat des captifs, tandis que le registre supérieur représente le soin des malades et la nourriture des affamés.
Enfin, la baie 25 (no 1 sur le plan), dans le bas-côté nord, est consacrée au Jugement dernier. Composée de deux lancettes à deux registres et d'un tympan à un seul ajour, elle date de la seconde moitié du XVIe siècle et a été recomposée, là encore par Hucher en 1884, qui l'a complétée en rapportant deux panneaux d'une autre verrière en bas. Le tympan, moderne, représente le Christ-Juge sur un arc-en-ciel. Le registre supérieur représente le Jugement dernier, avec un ange sonnant de la trompette et la Résurrection des morts. Le registre inférieur, rapporté d'une autre verrière, donne une lecture allégorique du même sujet, avec la représentation du Bon Pasteur séparant les brebis et les boucs. Cette verrière a fait l'objet d'une restauration en 1999.
Parmi les vitraux anciens aujourd'hui perdus, il faut signaler un Calvaire en trois lancettes avec, en donateur, un évêque présenté par saint Jean. Ce vitrail a été décrit en 1614 par Jean Bourricquen, dans un document rédigé pour Charles de Maillé.

#### Les vitraux modernes
Plusieurs commandes ont été passées au cours du XIXe siècle pour compléter cet ensemble. En 1867, l'atelier Lobin reçut la commande d'une verrière consacrée à la Vie du Christ pour la baie d'axe, et d'une autre verrière consacrée à saint Joseph et l'Enfant Jésus pour la baie immédiatement à droite de la précédente ; quelques années plus tard, pour la grande rose du bras sud du transept ; une dernière commande en 1888 concernait une verrière de saint Jean à Patmos aux pieds du Christ de l'Apocalypse, pour la première chapelle du déambulatoire sud.
En parallèle, le Carmel du Mans et les Hucher reçurent la commande d'une verrière figurant saint Paul Aurélien protégeant Roland de Neufville en prière, d'une autre figurant Jésus parmi les enfants, d'une troisième figurant la vie de sainte Anne, toutes pour le déambulatoire sud, et d'une quatrième figurant la Vierge protectrice, celle-ci pour le déambulatoire nord.
En 1894, le comte de Guébriant passa commande d'une verrière consacrée à la Résurrection de Lazare pour une baie du déambulatoire nord à Félix Gaudin.
Deux autres verrières du XIXe siècle ne portent ni date ni signature : une apparition du Christ aux Apôtres sur le lac de Tibériade, dans le déambulatoire nord, et la rose nord, qui représente l'apparition du Christ à sainte Marguerite-Marie Alacoque à Paray-le-Monial.
Enfin, autour de 1926, trois verrières consacrées à la vie de saint Paul Aurélien furent commandées à Auguste Labouret et en partie financées par Alain de Guébriant, maire de la ville, pour la grande chapelle qui sert de bas-côté au chœur. Elles représentent saint Paul Aurélien chassant le dragon de l'Île-de-Batz, maîtrisant le taureau et entrant dans la ville morte.

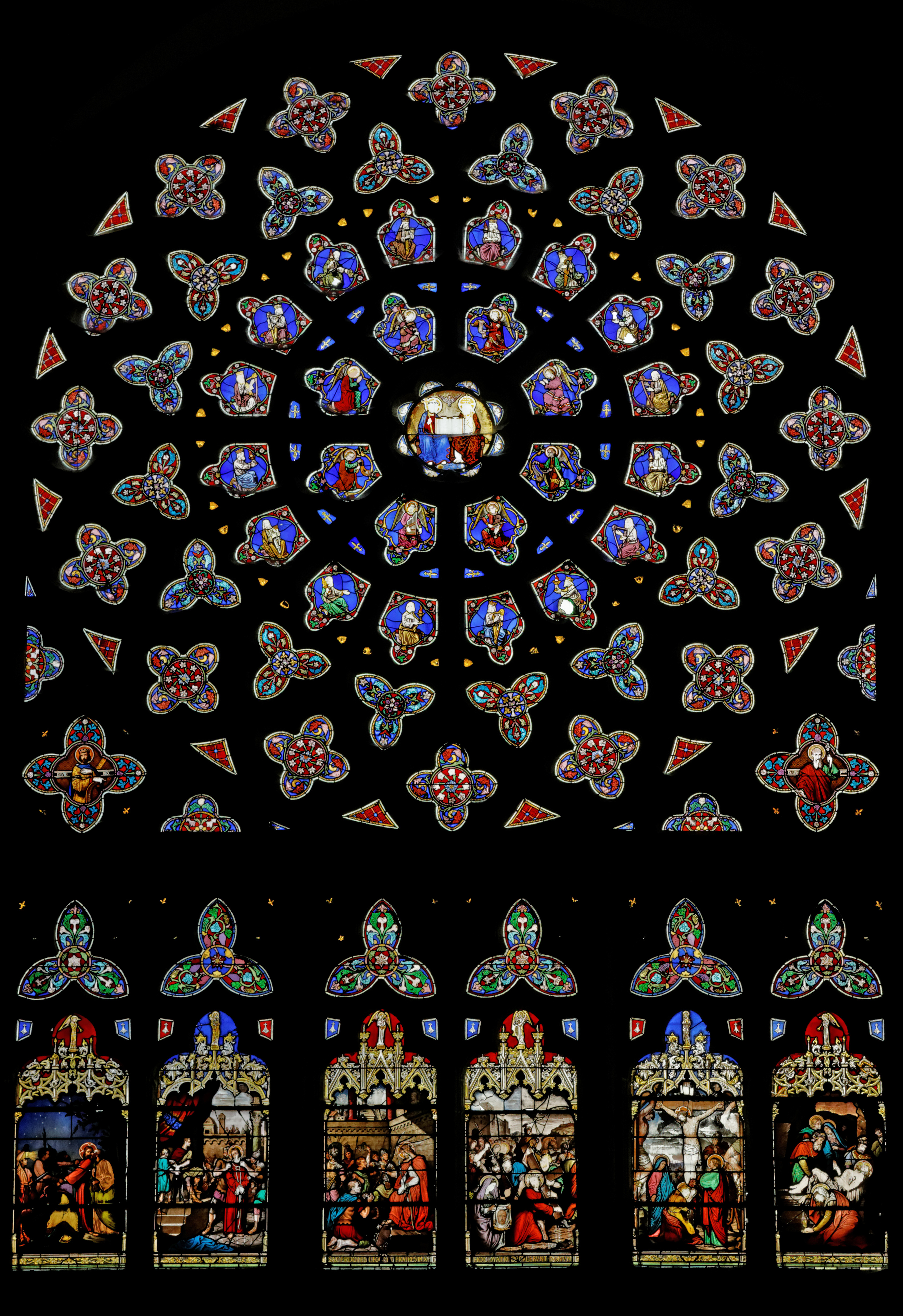
Verrière de la Passion du Christ.
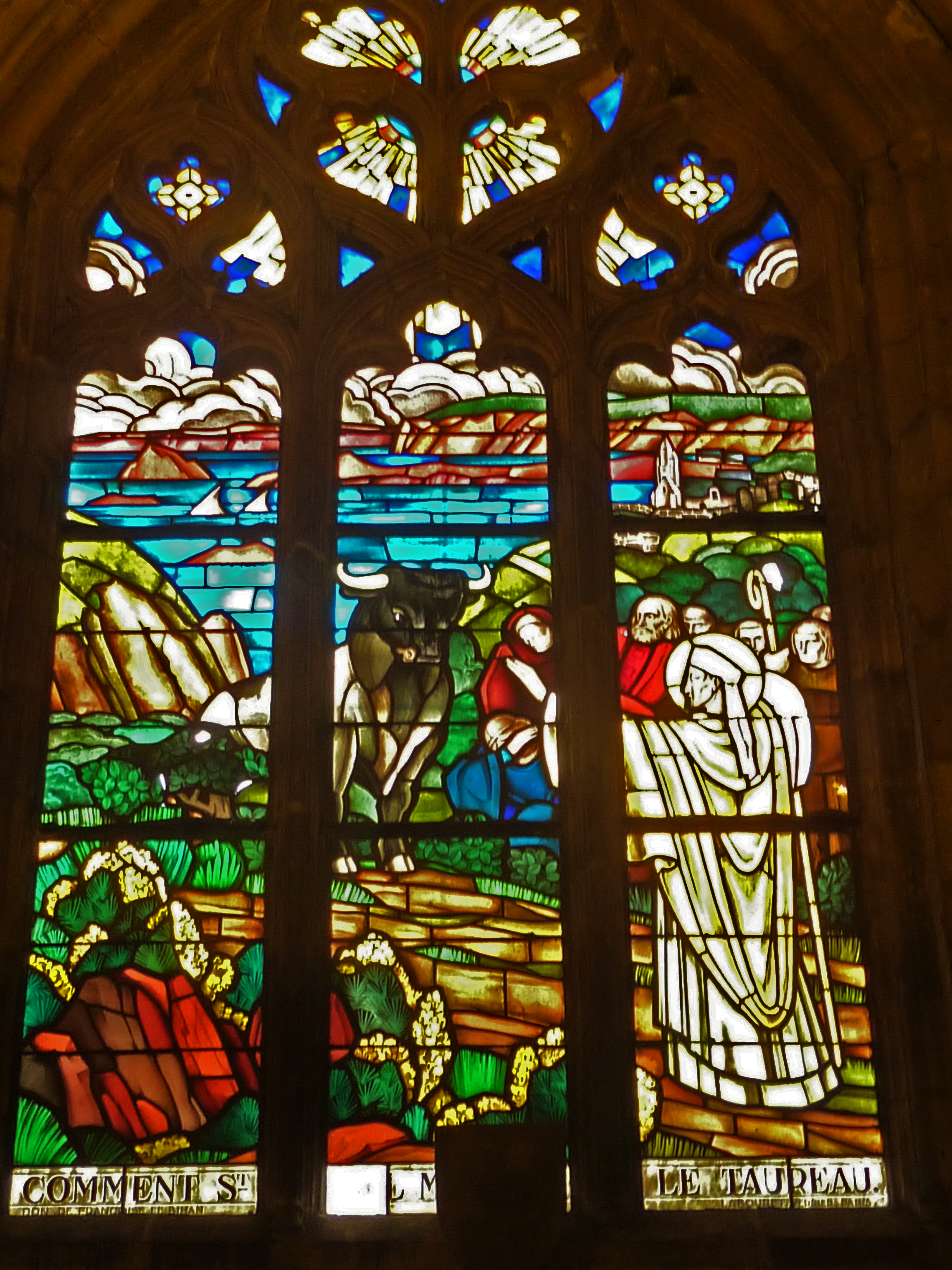
Verrière de saint Paul Aurélien affrontant le taureau.
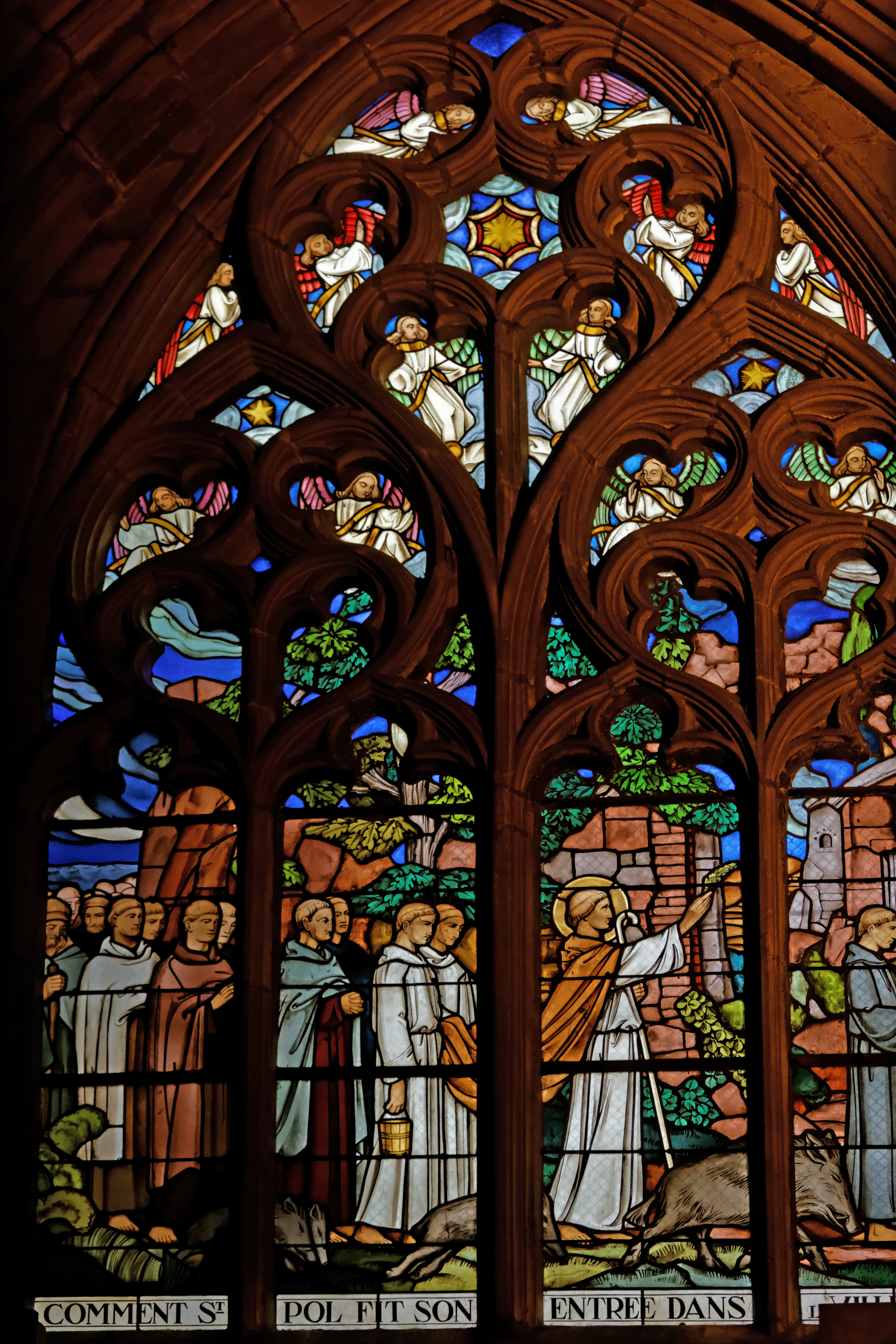
Verrière de saint Paul Aurélien entrant dans la ville.
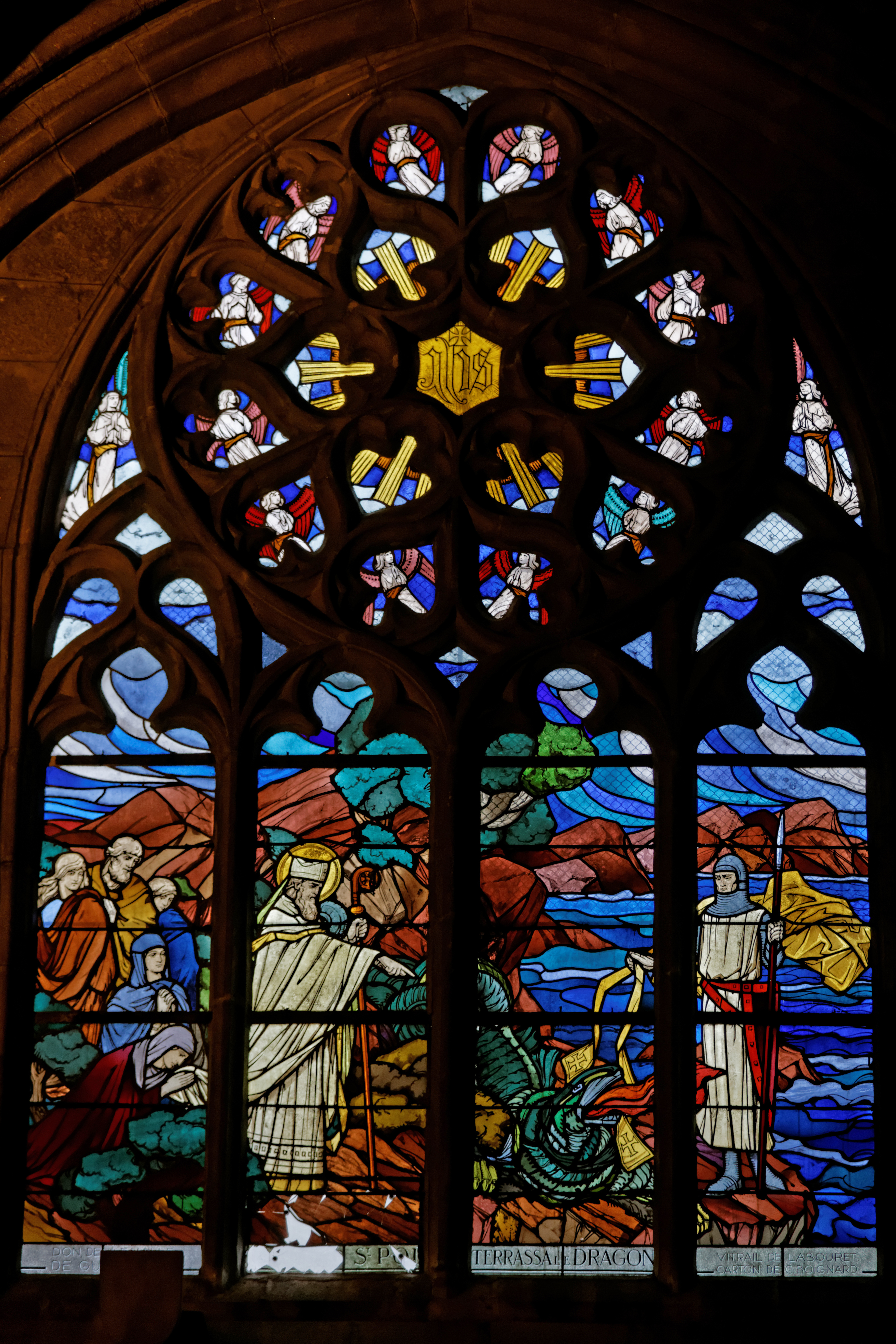
Verrière de saint Paul Aurélien maîtrisant le dragon.
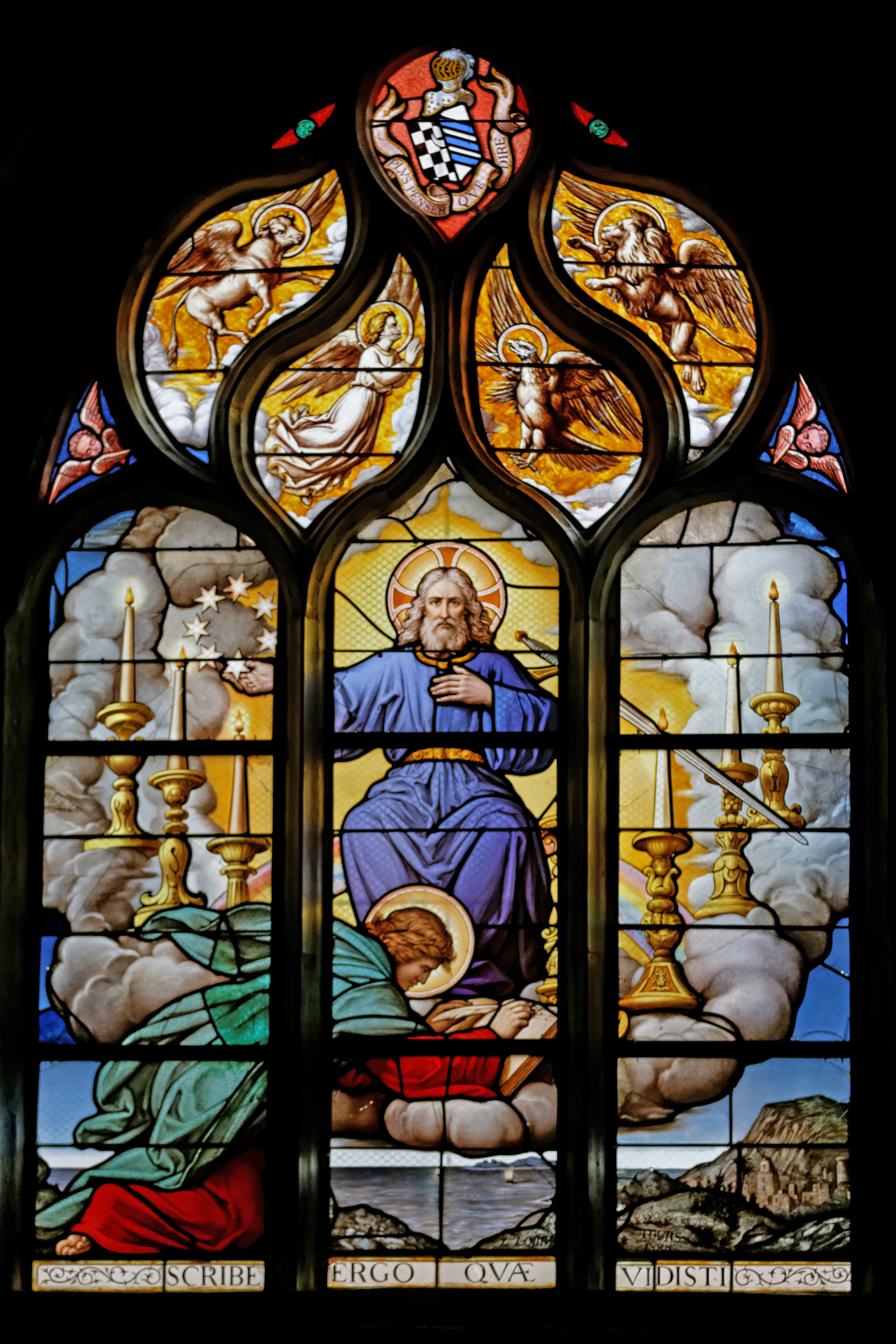
Verrière de saint Jean à Patmos.

## Mobilier

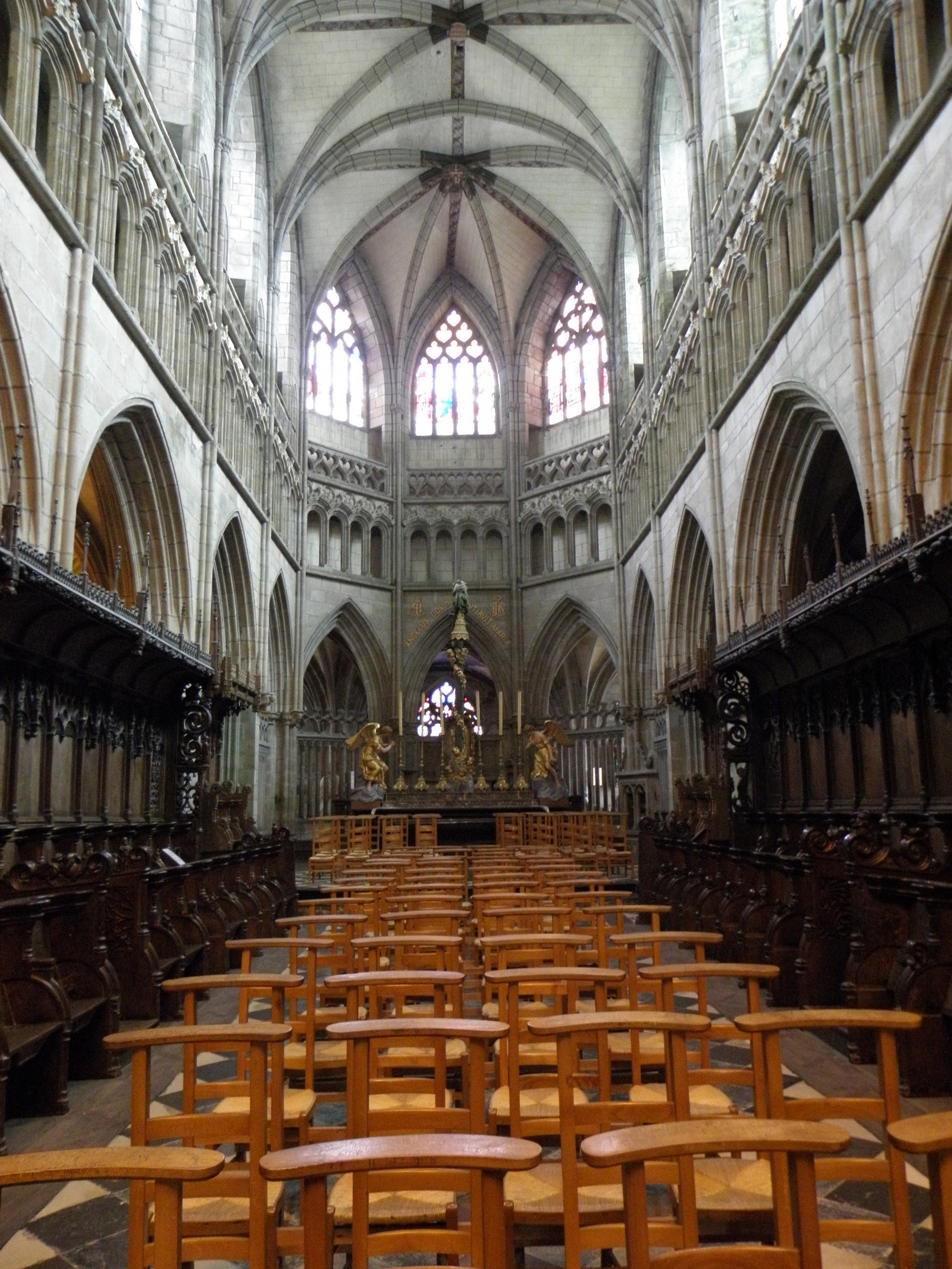
Le chœur avec les stalles sur les côtés et le maître-autel au fond.

La cathédrale abrite trente-trois objets inscrits ou classés au titre des monuments historiques. Parmi les plus notables, on compte le maître-autel, une cloche très ancienne, ainsi qu'un sarcophage dit tombeau de Conan Mériadec.

### Maître-autel
Le maître-autel a été bâti en 1745 sur des plans de l'architecte Henry Villars. Sculpté en marbre noir sur un plan rectangulaire, avec une élévation galbée, il est surmonté d'une suspension eucharistique en forme de palmier en bois peint et doré, refait dans les années 1820–1825. Selon un ancien usage, ce ciborium suspendait le ciboire contenant les hosties. Deux anges en bois peint et doré encadrent l'autel de part et d'autre. L'autel, sans les anges, est classé au titre des monuments historiques depuis le 4 décembre 1914.

### Stalles
Le chœur contient également 66 stalles de bois taillées au XVIe siècle, réparties en deux rangées de 17 et 16 stalles d'un côté et de l'autre. Les stalles hautes, situées à l'arrière des stalles basses, sont munies d'un dossier à baldaquin. L'ensemble présente un programme iconographique riche, qui comprend des éléments du bestiaire, y compris des animaux fabuleux, des décors végétaux, mais aussi des représentations de saints, comme la Vierge à l'Enfant, les saints Jean Baptiste, Jean, Pierre, Marguerite, Roch ou Paul Aurélien, ainsi que des images des métiers de la Renaissance : apothicaire, paysan, marchand, moine, diacre, évêque… Le décor comprend également les armoiries des évêques Jean de Kermavan et Guy Le Clerc du côté nord. L'ensemble des stalles a été repeint une première fois vers 1830, puis une seconde en 1873 par le peintre L. Nicolas, originaire de Morlaix. Il manque six stalles en retour qui ont été déposées vers 1870 et réinstallées au château de Kerjean sur la commune de Saint-Vougay. L'ensemble des stalles présentes à la cathédrale sont classées au titre des monuments historiques depuis le 11 avril 1902.

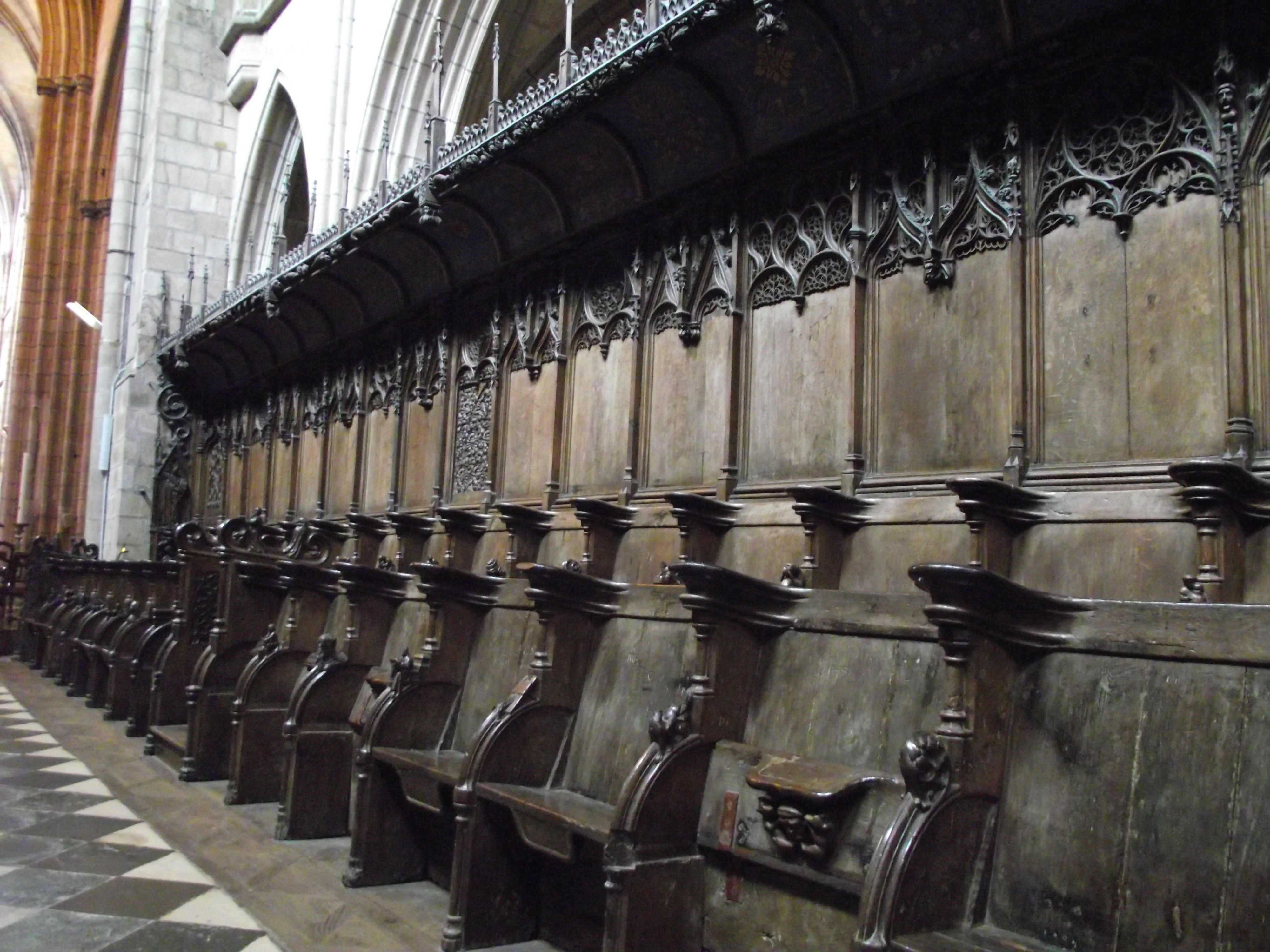
Stalles de 1512 et leurs miséricordes.
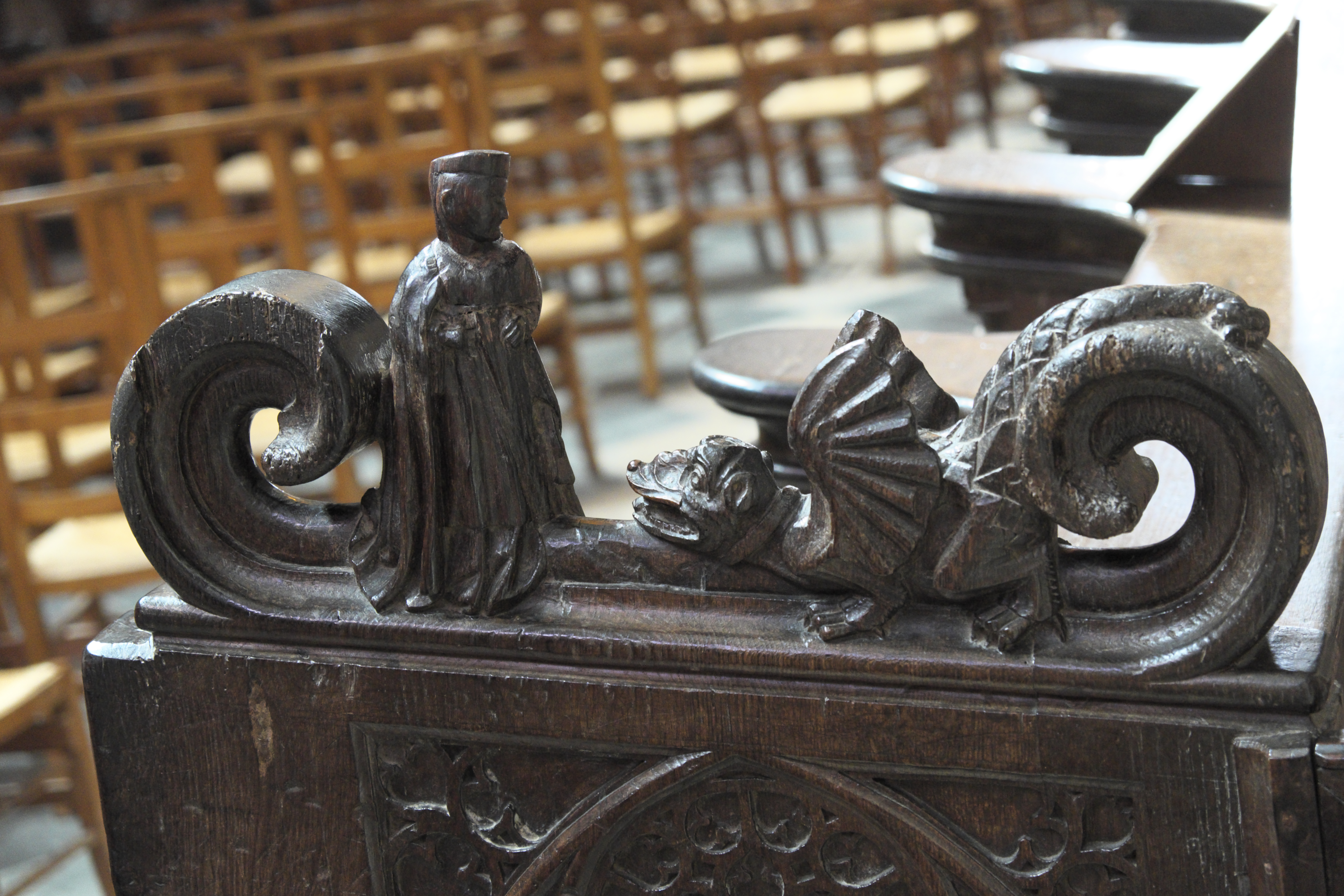
Un des 41 dragons ornant les stalles.
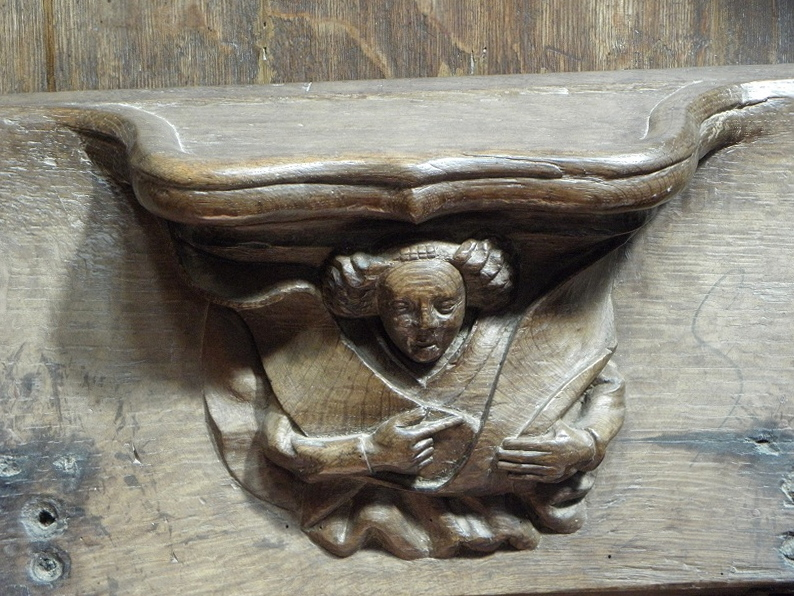
Miséricorde des stalles.
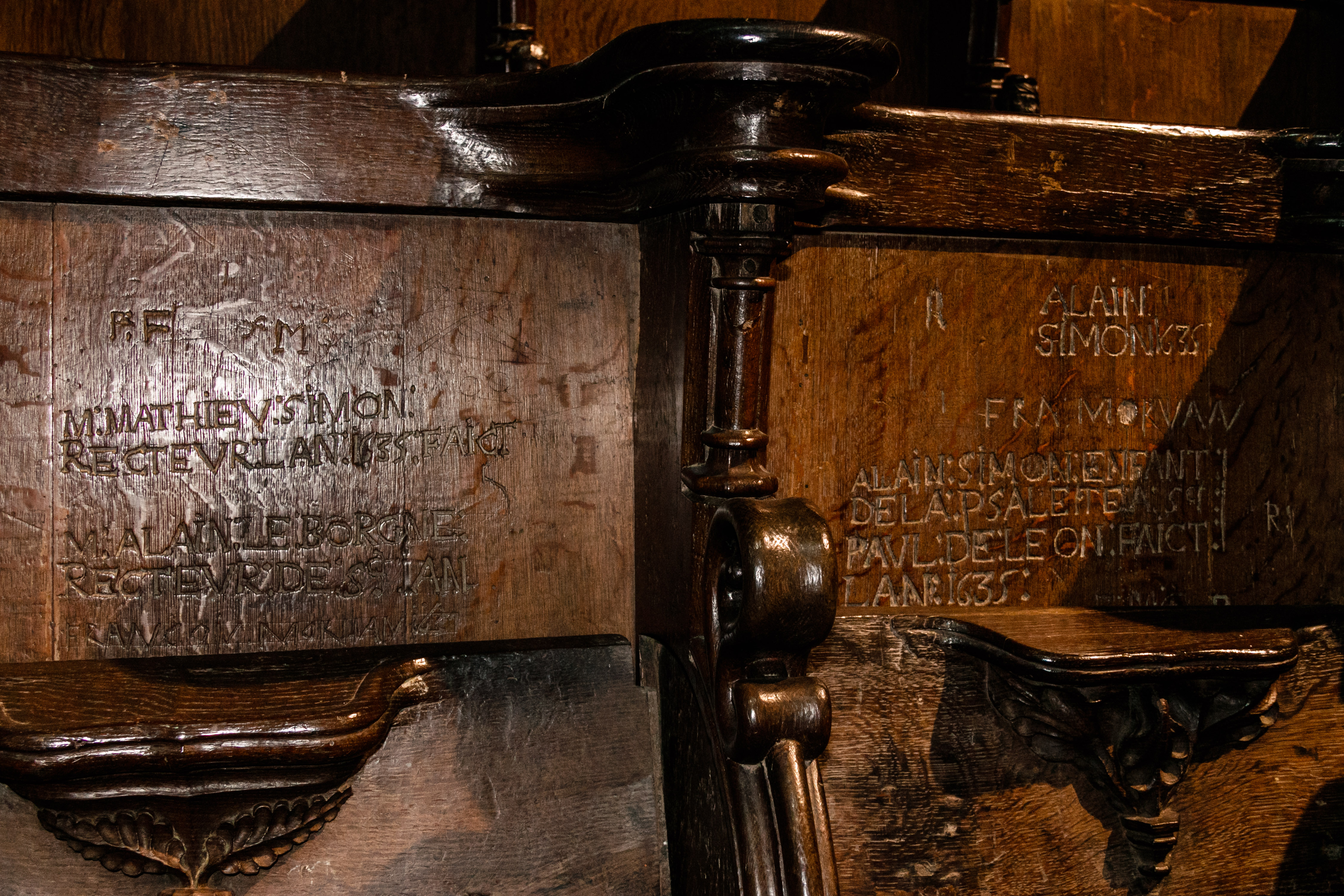
Inscriptions sur les dossiers de stalles.
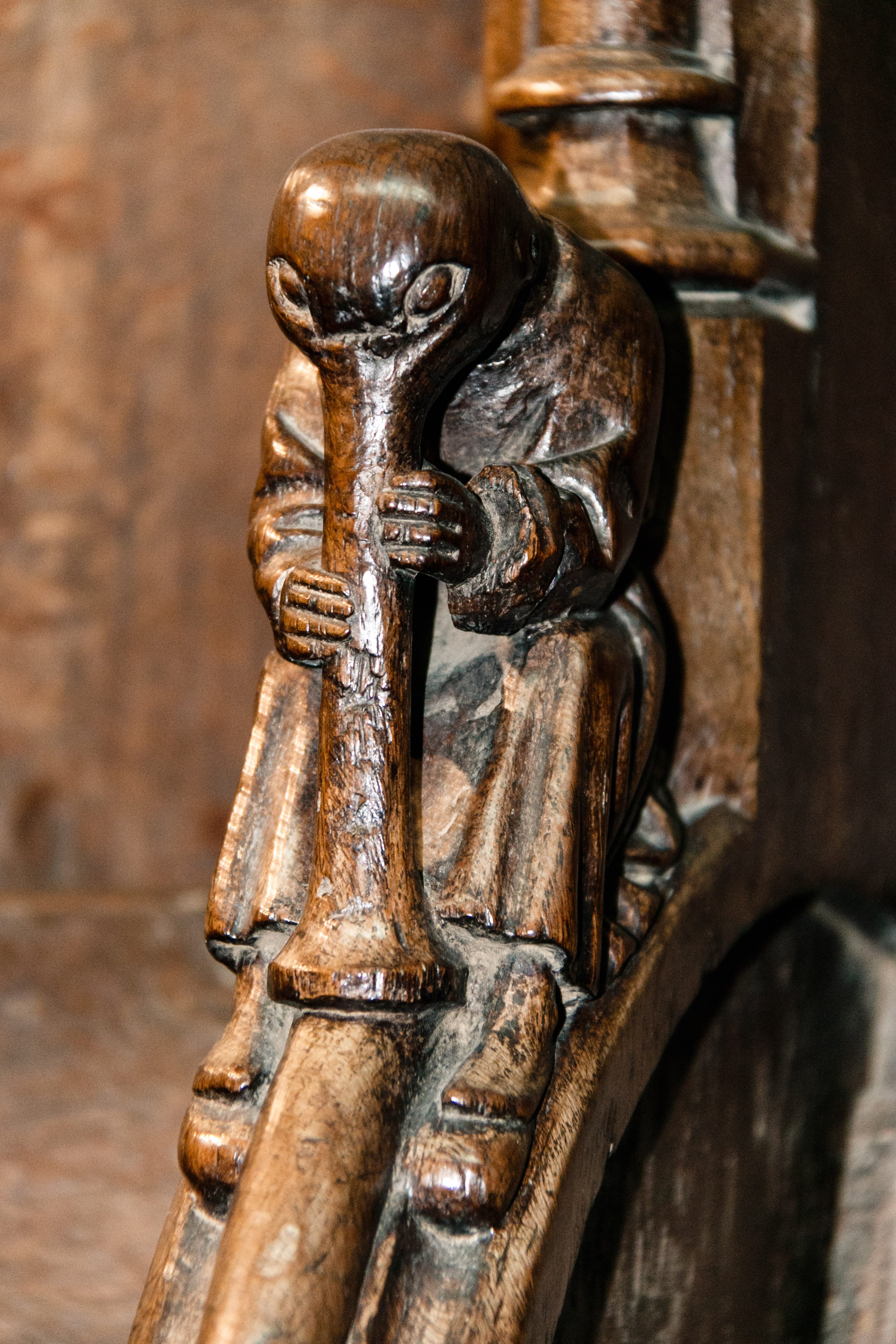
« Canard musicien ».

### Retables

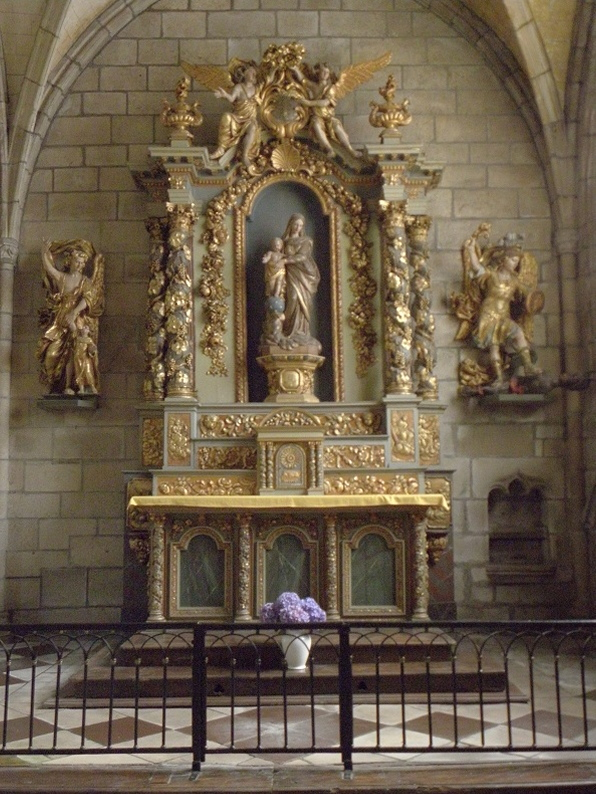
Autel de Notre-Dame du Mont-Carmel.

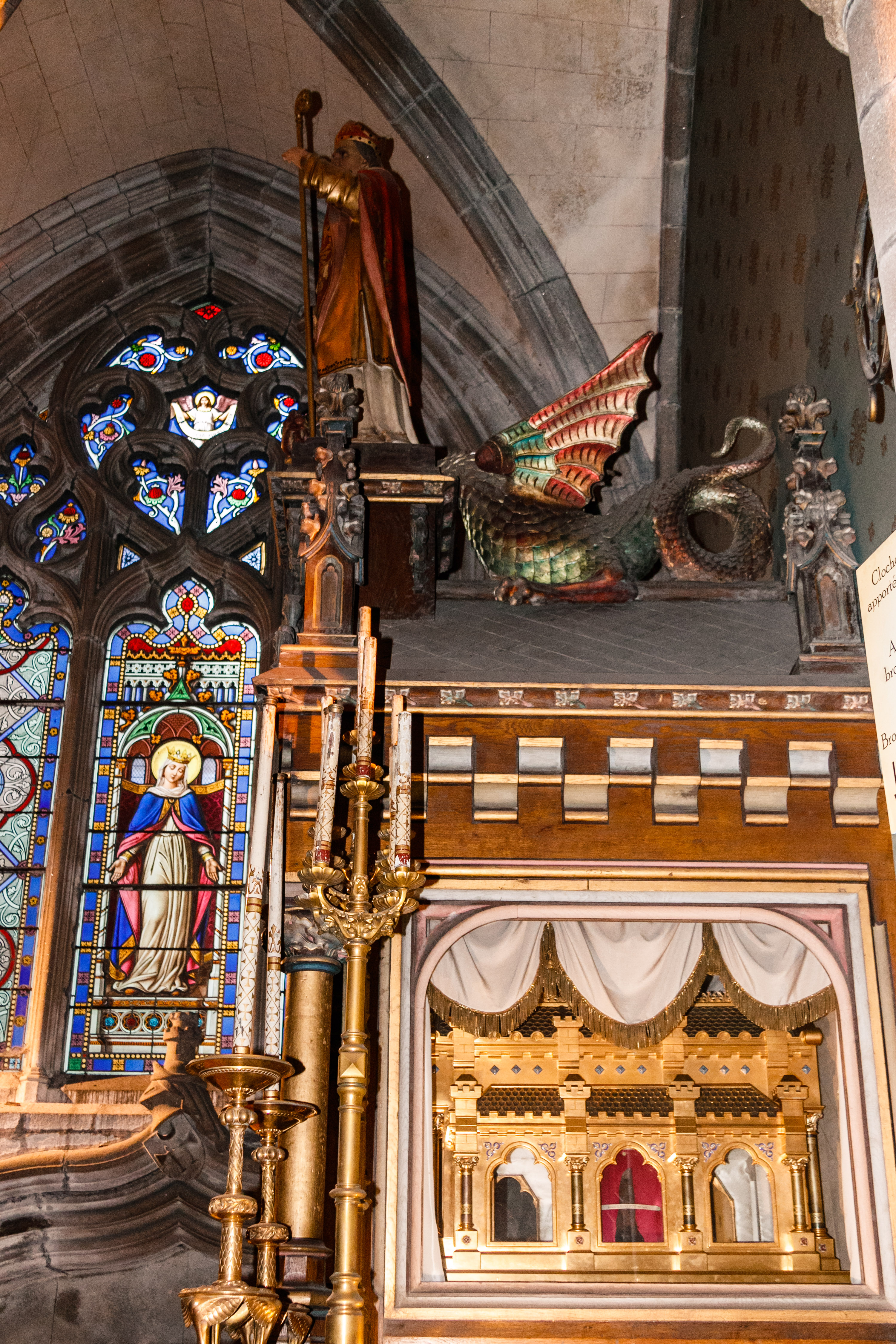
Autel et reliquaire contenant le chef, un os du bras et un doigt du saint patron Paul Aurélien.

Outre le maître-autel, la cathédrale contient de nombreux autels munis ou non d'un retable, dont plusieurs sont protégés au titre des monuments historiques. Derrière le maître-autel, un autel en granite sculpté, probablement érigé au XVIe siècle, porte sur la façade les armoiries tenues par des anges de Hamon Barbier, chanoine de la cathédrale et archidiacre de Quemedilly. Cet autel, considéré comme immeuble par destination, est classé au titre des monuments historiques avec la cathédrale par la liste de 1840. Il est surmonté d'un tabernacle en bois en forme de niche, qui se trouvait autrefois sur l'autel majeur, devant le palmier custode.
Dans le chœur, un autre autel muni d'un retable, appelé autel communal, porte la date de 1662. Il comportait autrefois une niche dorée et peinte, surmontée d'un dôme et d'une image du soleil portée par deux anges. Cet autel est classé au titre des monuments historiques depuis le 4 décembre 1914.
Derrière les stalles, appuyé au mur sud, se trouve un autel de granite construit au XVe siècle. Il est surmonté d'une prédelle décorée d'ornements végétaux, et où figure une Vierge de Pitié mutilée (la tête du Christ manque). L'ensemble n'est pas protégé au titre des monuments historiques.
Dans la chapelle d'axe se trouve un autel consacré à saint Joseph. Construit dans la seconde moitié du XIXe siècle, il appartient à l'art néogothique. Il est composé d'un autel rectangulaire dont l'antependium comporte trois médaillons représentant la Vierge, saint Joseph et l'Enfant Jésus en buste, surmonté du tabernacle encastré dans le gradin et sur la porte duquel figure le Bon Pasteur. Deux ailes comportant chacune six niches à dais abritant les statues des Apôtres encadrent le tabernacle (deux statuettes manquent). Cet ensemble n'est pas protégé au titre des monuments historiques.
Dans la deuxième chapelle à l'est du transept sud, un autre retable néogothique porte la date de 1854. Consacré à saint Roch, il consiste en un autel rectangulaire posé sur une marche dont le bord est délimité par une clôture liturgique. Au-dessus de l'autel, le retable sert de cadre à une peinture sur toile du XVIIe siècle représentant saint François de Paule remettant le scapulaire à un évêque, qui pourrait être René de Rieux, évêque de Léon lors de l'installation des Minimes à Saint-Pol-de-Léon en 1622. Le tableau, qui provient de la chapelle des Minimes, détruite en 1793, est classé au titre des monuments historiques depuis le 26 septembre 2000, le reste de l'autel n'est pas protégé,,,.
Dans la dernière chapelle du bas-côté sud, un autel muni d'un retable est consacré à Notre-Dame du Mont-Carmel. Il a été construit dans la seconde moitié du XVIIe siècle pour la chapelle du couvent des Carmes, puis, à la suite de la destruction de ce bâtiment en 1793, il est installé en 1811 dans le bras nord du transept de la cathédrale. Il est de nouveau déplacé en 1973 et est alors installé à son emplacement actuel. Il est composé d'un autel rectangulaire en bois sculpté, placé au sommet de deux marches et décoré d'un antependium divisé par quatre colonnettes torses en trois panneaux cintrés. Un tabernacle est encastré dans les gradins. L'ensemble est surmonté d'un retable à fausse niche, également en bois sculpté, qui abrite une statue en terre cuite polychrome de la Vierge à l'Enfant. Quatre colonnes torses portent un fronton semi-circulaire orné de deux anges. L'ensemble est classé au titre des monuments historiques depuis le 26 septembre 2000,.
Sur le mur sud du bas-côté sud, un autel avec un retable est consacré à sainte Anne. Il a été construit par le menuisier Hervé Kermaidic en 1748, pour la partie autel, et le peintre, vitrier et doreur Kergrach est intervenu pour décorer le devant de l'autel en 1754. Le retable est contemporain de l'autel. L'ensemble est en bois avec un décor de faux marbre ; l'autel est un coffre vitré et abrite une statue de saint Émilien de Nantes. Cet autel n'est pas protégé au titre des monuments historiques.
Dans le bras nord du transept, appuyé au mur oriental se trouve un autel consacré à Notre-Dame des Sept Douleurs. L'autel porte aussi le nom d'autel des Trépassés, car c'est là qu'on célébrait l'office des défunts jusque dans les années 1970. Sculpté en bois de chêne, il a été créé dans la seconde moitié du XIXe siècle pour la dernière chapelle du bas-côté sud, où se trouve aujourd'hui l'autel de Notre-Dame du Mont-Carmel, puis installé à son emplacement actuel en 1970. L'ensemble prend la forme d'un emmarchement qui supporte un autel rectangulaire, le tabernacle est encadré par deux panneaux en bas-reliefs représentant l'apparition d'un ange à saint Paul Aurélien et une scène impliquant un enfant, saint Paul Aurélien et la découverte d'une cloche. Un dais néogothique surmonte l'ensemble, qui n'est pas protégé au titre des monuments historiques.
Dans la première chapelle à l'est du transept nord, adossé sur le mur nord, se trouve un autel, dit « autel de la sirène ». Sculpté dans le granite au XVe siècle, il porte les armes de la famille de Traonelorn de Kerautret avec sa devise, ainsi qu'un décor végétal sculpté en bas-relief où s'ébattent un lion et une sirène.
Dans la deuxième chapelle du transept nord, un autel de style néogothique a été construit en 1897 pour la translation des reliques de saint Paul Aurélien. L'autel abrite un reliquaire d'orfèvrerie dessiné par le chanoine Abgrall et réalisé par l'orfèvre Thomas-Joseph Armand-Calliat, qui contient les reliques du saint patron de la cathédrale. Une statue du saint est posée sur ce reliquaire. L'ensemble n'est pas protégé au titre des monuments historiques.
La chapelle nord-est, qui était autrefois attribuée à la confrérie du Rosaire, abrite l'autel de Notre-Dame du Rosaire. Cet autel a été construit dans le deuxième quart du XVIIe siècle, puis transformé par le peintre Beaufort en 1748 et de nouveau en 1752 par le peintre et doreur Ropert. Il est composé d'un emmarchement qui porte un autel de plan rectangulaire. Au-dessus de l'autel est posé un tabernacle dont la porte est encadrée de quatre colonnettes torses ; au-dessus, le retable comporte un tableau qui représente la Vierge du Rosaire et saint Jean Baptiste (ancien dédicataire de la chapelle) intercédant pour les habitants de la ville, entourés de médaillons figurant les quinze mystères du Rosaire. Autour de ce tableau, deux niches encadrées de colonnes torses qui portent un entablement ; un fronton semi-circulaire couronne la partie centrale. L'ensemble est sculpté en bois et certaines parties sont peintes en faux marbre. Le tableau est classé au titre des monuments historiques depuis le 4 décembre 1914, le reste du retable n'est pas protégé,.
Un autel du XVIIIe siècle, classé au titre des monuments historiques depuis le 4 décembre 1914, est fait de bois sculpté et surmonté d'un retable composé de cinq colonnettes, surmontées de quatre colonnes torses en bois sculpté et doré, qui encadrent une peinture sur toile représentant la Vierge implorant Dieu pour les habitants de Saint-Pol-de-Léon.
La cathédrale compte aussi un autel consacré au Sacré-Cœur, construit au XIXe siècle. Non protégé au titre des monuments historiques, il est composé d'un autel rectangulaire, dont l'antependium est orné de statuettes parmi lesquelles la Vierge et ses parents Anne et Joachim, ainsi que sainte Marie Madeleine et une sainte femme. Au-dessus de l'autel, le tabernacle hexagonal est entouré de deux panneaux en bas-relief figurant la Samaritaine au puits et saint Antoine écrivant.
Enfin, dans une chapelle se trouve un autel de style néogothique portant la date de 1920 et les armoiries de la famille de Kerautret. L'autel est en granite sculpté en bas-relief. Un retable en bois verni, à trois arcatures, le surmonte. L'ensemble n'est pas protégé au titre des monuments historiques.

### Lutrin
La cathédrale abrite également un lutrin en bois, sculpté au XVIe siècle. Il est classé monument historique depuis le 11 avril 1902.

### Clôture liturgique
La clôture liturgique en bois tourné a vraisemblablement été créée au XVIe siècle, mais on ignore pour quel emplacement. Conservée jusqu'en 1980 sous la tribune de l'orgue, elle a été à cette date installée entre la deuxième et la troisième travée du second bas-côté nord du chœur. Elle est composée de deux portes à deux battants arrondis, entourées de deux colonnes de chaque côté ; l'ensemble est couronné d'un entablement et orné de décors de feuillages.

### Statues

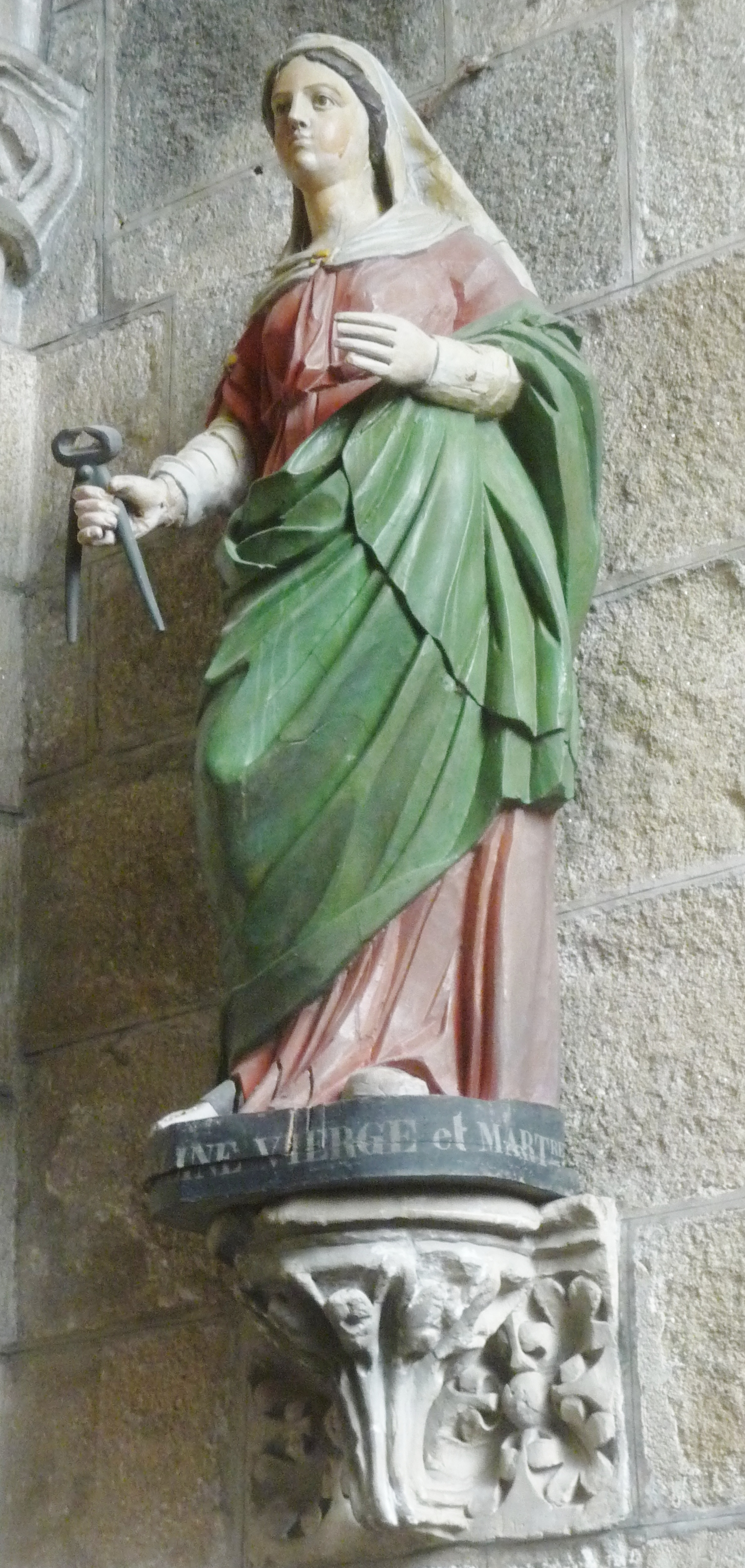
Statue de sainte Apolline.

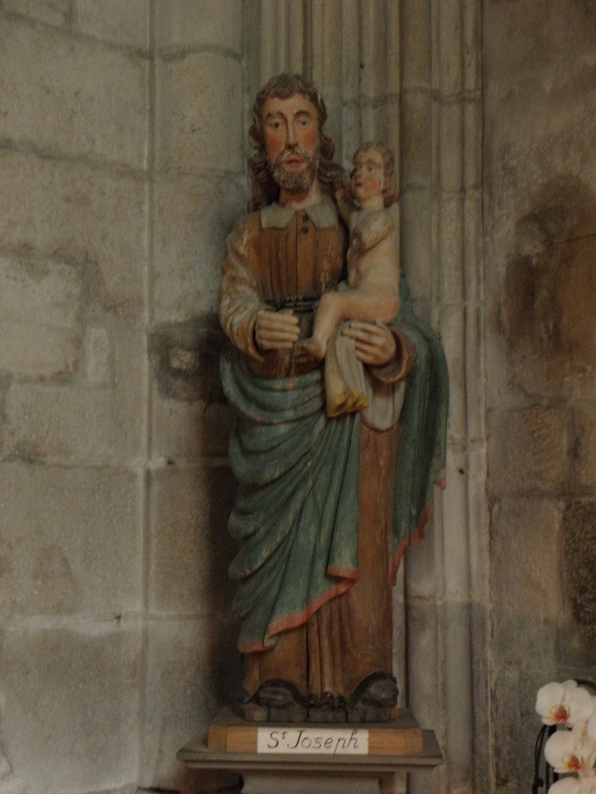
Statue de saint Joseph.

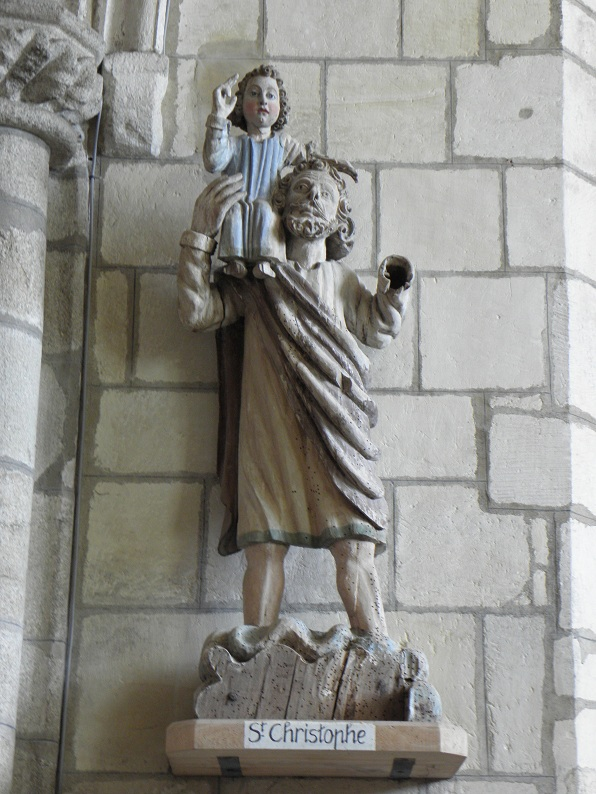
Statue de saint Christophe.

La cathédrale abrite également de nombreuses statues et statuettes. En l'absence de précision contraire, celles recensées ici ne sont pas protégées au titre des monuments historiques.
Un ensemble de deux groupes sculptés représentant Tobie et l'archange Raphaël, d'une part, et saint Michel terrassant le dragon, d'autre part, réalisé dans la seconde moitié du XVIIe siècle, provient de la chapelle des Carmes. Lors de la destruction de cet édifice en 1793, ils ont été placés dans le bras nord du transept, avant d'être déplacés en 1973 dans la chapelle sud-est en même temps que le retable de Notre-Dame du Mont-Carmel qui provenait également du couvent des Carmes. Les deux groupes sont classés au titre des monuments historiques avec le retable depuis le 26 septembre 2000,,.
Dans le déambulatoire, près de la porte sud-est, une petite statue de saint Matthieu en bois polychrome et doré date du XVIIe siècle. À l'angle sud-est, une petite statue d'applique en bois polychrome représente sainte Apolline, vêtue d'une tunique rouge, d'un manteau vert et d'un voile blanc. Elle porte son attribut habituel, la pince. Comme la précédente, elle a été taillée au XVIIe siècle. Non loin de là se trouve une autre petite statue d'applique de sainte Marguerite d'Antioche, qui se trouvait autrefois dans le bras nord du transept. La sainte est vêtue d'une tunique blanche et d'un voile bleu avec des galons dorés. La statue, en bois polychrome et doré, pourrait avoir été taillée au XVIe siècle. Toujours dans le déambulatoire, mais à l'angle nord-est, près de la porte de la sacristie, une Vierge à l'Enfant porte le nom de Notre-Dame du Bon Secours. Elle a été sculptée en pierre calcaire au XVe siècle, à moins qu'il ne s'agisse d'une re-création du XIXe siècle.
Une statuette représentant saint Antoine avec un porc est fixée sur le mur ouest de la travée la plus méridionale du transept. Réalisée en bois polychrome, elle a été taillée en 1750 pour la chapelle de Pempoul, puis transférée en 1763 à la chapelle de Keravel, aujourd'hui détruite ; en 1809, elle est de nouveau transférée à la chapelle Saint-Pierre du cimetière, avant d'être installée en 1873 à la cathédrale. Dans la deuxième chapelle du transept sud, à droite de l'autel de saint Roch de Montpellier se trouve une statue de saint Sébastien, créée au XVIIe siècle en bois polychrome. A gauche de l'autel, une statue de saint Roch avec son chien lui fait pendant ; elle a également été taillée et peinte au XVIIe siècle.
Dans le bras nord du transept, dans la dernière travée, le long du mur ouest, subsiste un ange Gabriel d'Annonciation en bois polychrome, sculpté au XVe siècle. L'ange porte une tunique blanche et un manteau bleu ; il est en mauvais état et vermoulu. En outre, dans l'enfeu ouest, une petite statue de bois en mauvais état représente saint Joseph portant l'Enfant Jésus. Elle a été taillée au XVIIe siècle. Dans un enfeu du mur ouest du même bras du transept, une petite statue de sainte Thérèse d'Avila a été taillée dans le marbre dans le premier quart du XXe siècle. Un grand crucifix en bois sculpté polychrome au XVe ou XVIe siècle se trouve également dans le croisillon nord ; il est en assez mauvais état : la tête est détachée, une partie du pagne a disparu et plusieurs doigts du Christ sont brisés. Enfin, au pied de la pile nord-ouest de la croisée du transept, une Vierge à l'Enfant en bois polychrome et doré, qui date du XVIIe siècle, est en assez mauvais état : le bras droit de l'Enfant Jésus et les pieds de la Vierge sont cassés, et l'ensemble de la statue est vermoulu.
Dans le bas-côté sud de la nef, une petite statue de saint Christophe de Lycie en bois polychrome représente le saint, les pieds dans l'eau, portant l'Enfant Jésus sur son épaule. Cet objet a été réalisé au XVIIe siècle, comme probablement la statue de saint Joseph avec l'Enfant Jésus qui se trouve dans un enfeu du bras nord du transept. La statue a souffert des avaries du temps et perdu une main et une partie de sa base.
Le porche méridional n'abrite plus que quatre des statues du collège apostolique en kersantite mis en place au XVIe siècle.
Sous le porche occidental, la statue de kersantite représentant saint Paul Aurélien date probablement de la fin du XVe siècle ou du début du XVIe siècle. Elle a été restaurée, notamment après que la tête a été séparée du corps, probablement à la Révolution et le dragon est en partie refait. À droite, la statue d'apôtre de saint Paul de Tarse possède également le visage d'une autre statue, potentiellement du XIIIe siècle. À gauche, saint Thomas est en granit noir du XVe siècle. Ces deux statues sont en outre abîmées : les phylactères identifiant les personnages ont été cassés, de même que le nez de saint Paul et un bout de pied de saint Thomas. 
L'édifice abrite également une réplique en fonte, fondue au début du XXe siècle, de la statue de saint Pierre assis bénissant d'Arnolfo di Cambio.

### Tableaux
Outre les tableaux qui ornent les retables, la cathédrale abrite divers tableaux anciens. L'un d'entre eux est classé au titre des monuments historiques depuis le 26 septembre 2000 : il s'agit d'une représentation de la Déploration du Christ, peinte par Charles Lefebvre vers 1846. Le tableau est un dépôt de l'État ; il est conservé dans la chapelle méridionale.
S'y ajoutent quatre autres tableaux non protégés au titre des monuments historiques : une Annonciation du XVIIIe siècle, suspendue au mur oriental du bras sud du transept ; une représentation de saint Paul Aurélien terrassant le dragon, pendue au mur ouest de la troisième chapelle du déambulatoire sud, signée et datée par le peintre Jean Vincent L'Hermitais en 1750 ; une représentation de la Mort du Juste, peinte au tournant des XVIIIe siècle et XIXe siècle conservée dans le déambulatoire sud ; enfin une représentation de l'Éducation de la Vierge, datant du XIXe siècle.

### Mobilier funéraire

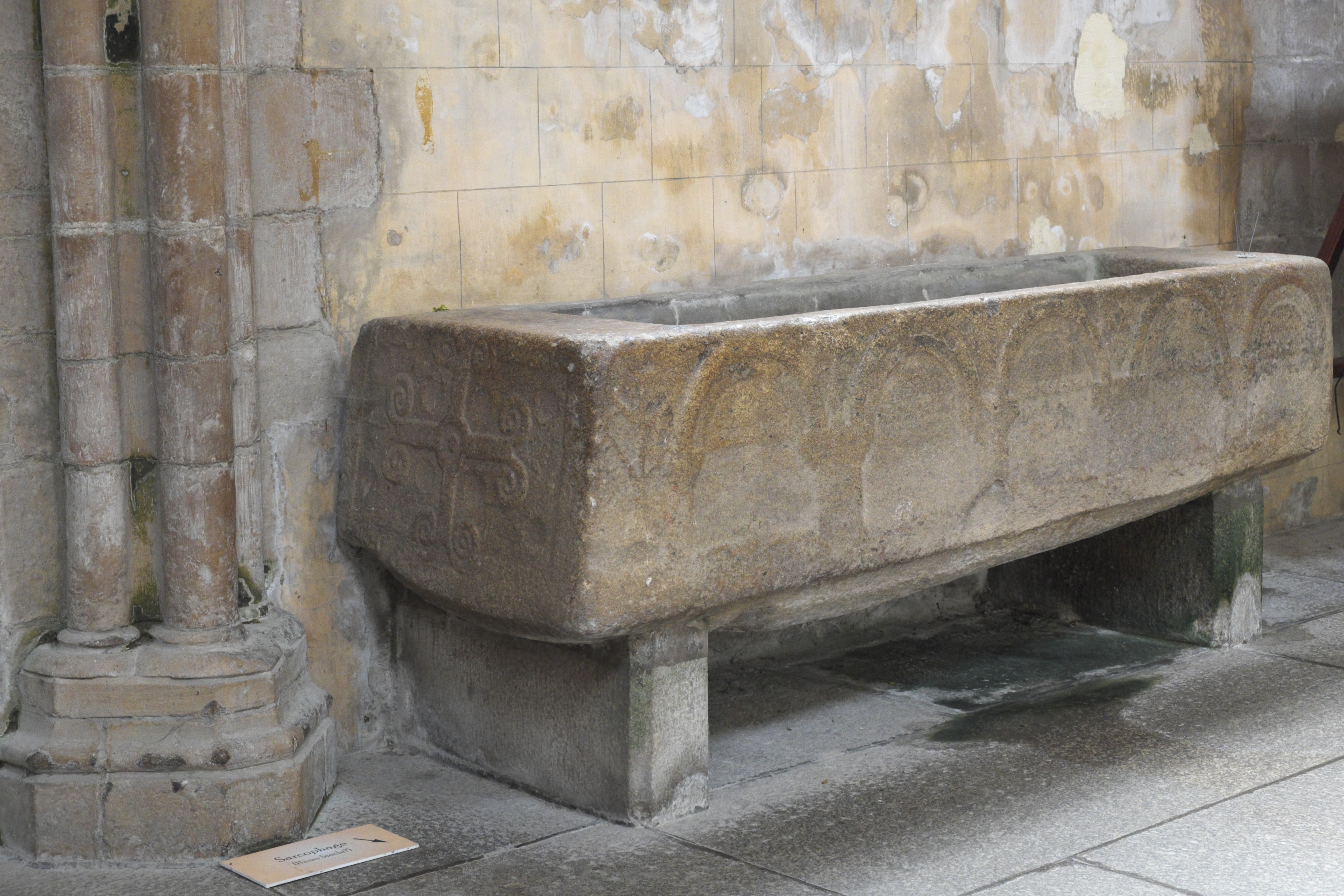
Sarcophage roman dit de Conan Mériadec.

#### Tombeaux

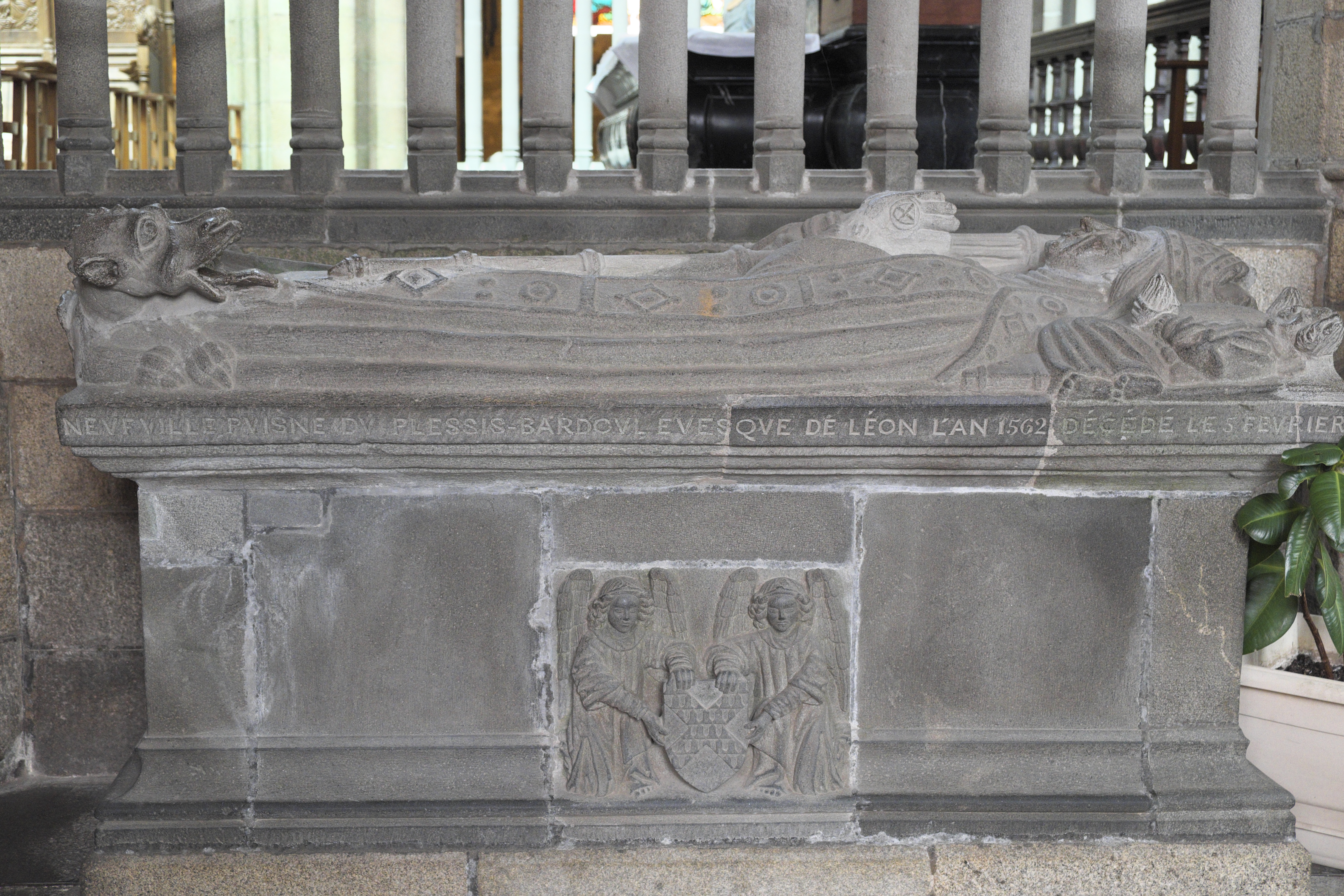
Tombeau de Roland de Neufville.

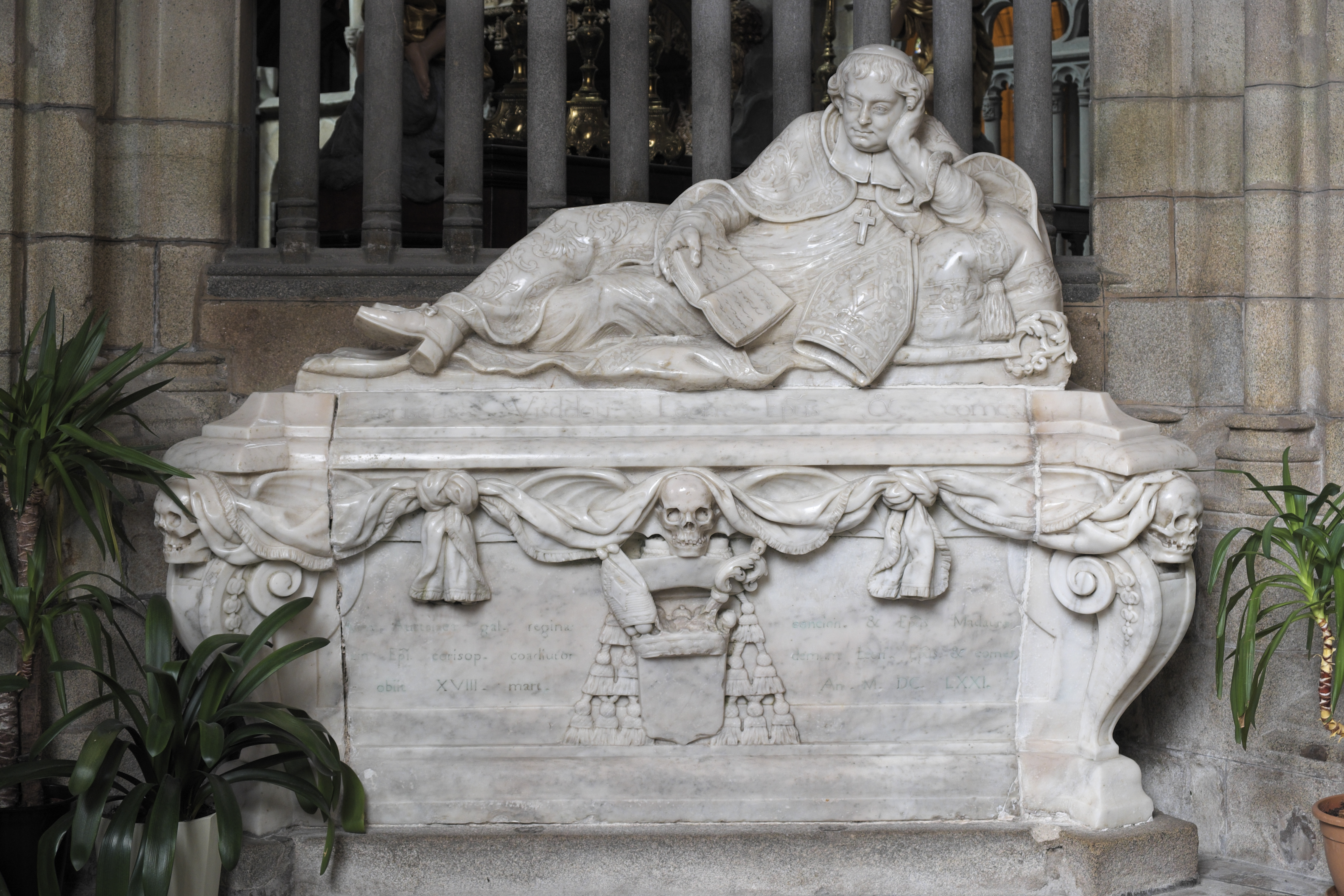
Tombeau de François de Visdelou.

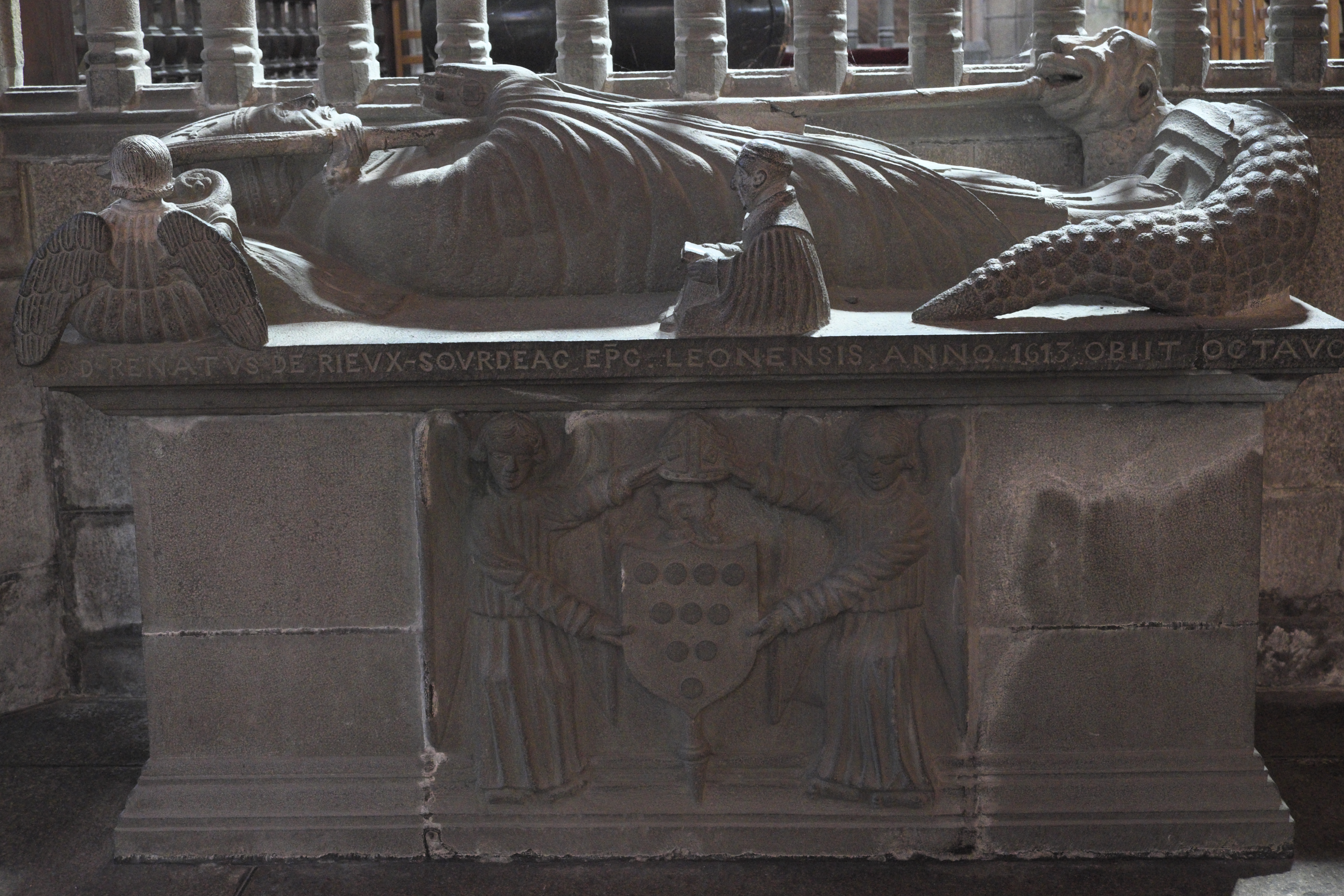
Tombeau de René de Rieux.

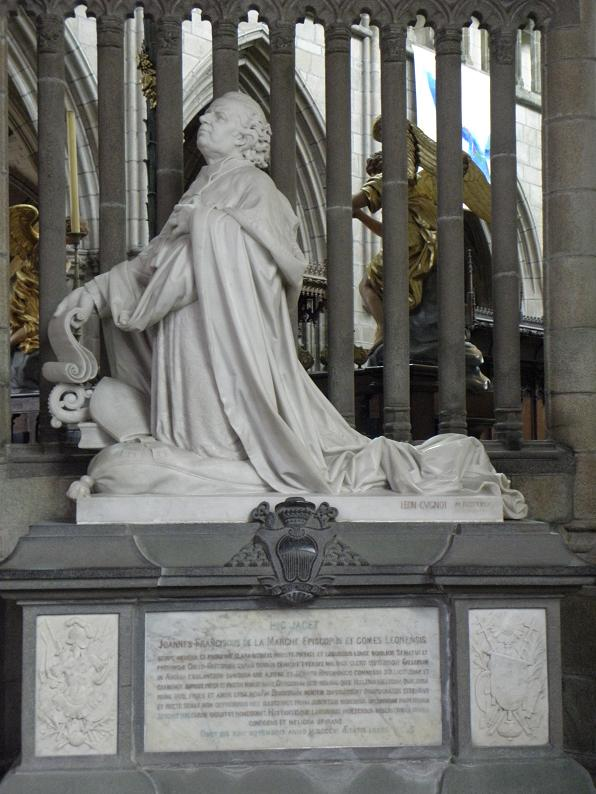
Tombeau de Jean-François de La Marche.

L'ancienne cathédrale Saint-Paul-Aurélien abrite également plusieurs tombeaux. Le plus ancien est un sarcophage roman (Xe siècle - XIIe siècle ?) en granite de Sainte-Catherine. Il est sculpté de motifs chrétiens : une croix ancrée à la tête, l'arbre de vie au pied, avec cinq arcatures sur les côtés, bordant un arbuste dépouillé de ses feuilles (symbole de mort). Ce sarcophage est classé au titre des monuments historiques depuis le 10 novembre 1906.
S'y ajoutent une série de tombeaux de dignitaires et de notables locaux. Sous un enfeu, dans le dallage de la chapelle Saint-Roch dans le collatéral, se trouve la dalle funéraire en marbre noir de Jean Le Scaff, sénéchal de Léon autour de 1500, et de sa femme Anne du Bois de Kergoat. Ce tombeau, fait de marbre noir et de kersantite, a été réalisé au XVIe siècle. Il comporte notamment les armoiries des familles des deux défunts. Il est classé au titre des monuments historiques depuis le 4 décembre 1914. Un peu plus tardif, le tombeau de Roland de Neufville, évêque de Léon de 1562 à 1613, a été sculpté dans la première moitié du XVIIe siècle en granite. Il représente, au-dessus d'une cuve rectangulaire, un évêque couché accompagné d'un dragon et d'anges portant les armes de la famille de Neufville. Le monument est classé au titre des monuments historiques depuis le 4 décembre 1914.
Un autre tombeau est classé au titre des monuments historiques depuis le 4 décembre 1914 : celui de l'évêque François de Visdelou, titulaire du siège de Léon de 1662 à 1668. Le monument est achevé par le sculpteur Nicolas de La Colonge en 1711, bien après le décès du prélat. Il est taillé dans un marbre blanc et figure un évêque couché sur le côté avec un livre, au-dessus d'une grande cuve rectangulaire ornée d'un crâne et d'un écu épiscopal vierge. Le tombeau est situé derrière le maître-autel,.
Dans la chapelle axiale se trouve l'enfeu du chanoine Olivier Richard, mort en 1539. Un entablement et un fronton le surmontent, avec un décor Renaissance. Le fronton porte les armes de la famille Richard. Le tombeau a été commandé par le frère du chanoine, François Richard, après la mort de ce dernier. Ce tombeau n'est pas protégé au titre des monuments historiques.
On trouve également dans l'édifice le tombeau de René de Rieux, comte-évêque de Léon mort en 1651. Ce tombeau se trouvait initialement à l'abbaye cistercienne du Relec. Classé au titre des monuments historiques le 4 décembre 1914, il a été depuis déclassé le 16 octobre 1936 (pourquoi ?). Classé et déclassé aux mêmes dates que le précédent, le tombeau de Guillaume de Kersauzon, évêque de Léon au tournant des XIIIe siècle et XIVe siècle, a été reconstitué en marbre au XIXe siècle. Il se trouve dans le déambulatoire, du côté sud, et comporte un gisant représentant un évêque.
Enfin, le tombeau de Jean-François de La Marche, le dernier comte-évêque de Léon, de 1772 à 1802, mort en exil à Londres en 1806, a été édifié en 1869 par le sculpteur Léon Cugnot. Fait de marbre blanc et de granite, il représente un évêque agenouillé au-dessus d'une cuve rectangulaire, accompagné d'une armure, d'un casque et d'une épée. Ces objets rappellent la jeunesse militaire du prélat qui fut lieutenant au régiment des dragons de la Reine avant de recevoir les ordres. Ce tombeau, qui se trouve derrière le maître-autel, n'est pas protégé au titre des monuments historiques.
S'y ajoutent des dalles funéraires en kersantite, datées entre la seconde moitié du XVIIe siècle et le XVIIIe siècle. Situées pour la plupart dans les bas-côtés nord du chœur (sauf la cinquième, située dans le pavement du chœur), elles ne sont pas protégées au titre des monuments historiques :
- celle de Marie-Amice Picard, datée de 1652 ;
- celle d'Yves ou Alain Poulpry, datée de la même année ;
- celle des familles Kerscau et Kerouartz, datée de 1654 ;
- celle de Jean Chrétien de La Masse, datée de 1777 ;
- une dalle dite de saint Paul Aurélien, datant probablement du XVIIIe siècle ;
- une dalle disparue, connue par des documents, représentant un évêque couché[111].

#### Reliquaires de crânes
Un enfeu du déambulatoire nord abrite un ensemble funéraire surnommé les « Étagères de la Nuit » sur lesquels se trouvent des boîtes à crâne. Il s'agit d'un ensemble de trente-cinq boîtes en bois, en forme de chapelles surmontées d'une croix. La face avant des boîtes laisse voir leur contenu par une ouverture en forme de trèfle ou de cœur : chaque boîte protège un crâne, identifié par le nom et la date du décès. Les plus anciens de ces objets remontent au XVIe siècle. L'ensemble est incomplet du fait de deux vols successifs : en 1984, un crâne est dérobé, et le voleur laisse la boîte vide ; l'année suivante, une boîte et un crâne sont volés simultanément. L'ensemble subsistant est classé au titre des monuments historiques le 23 février 1987.

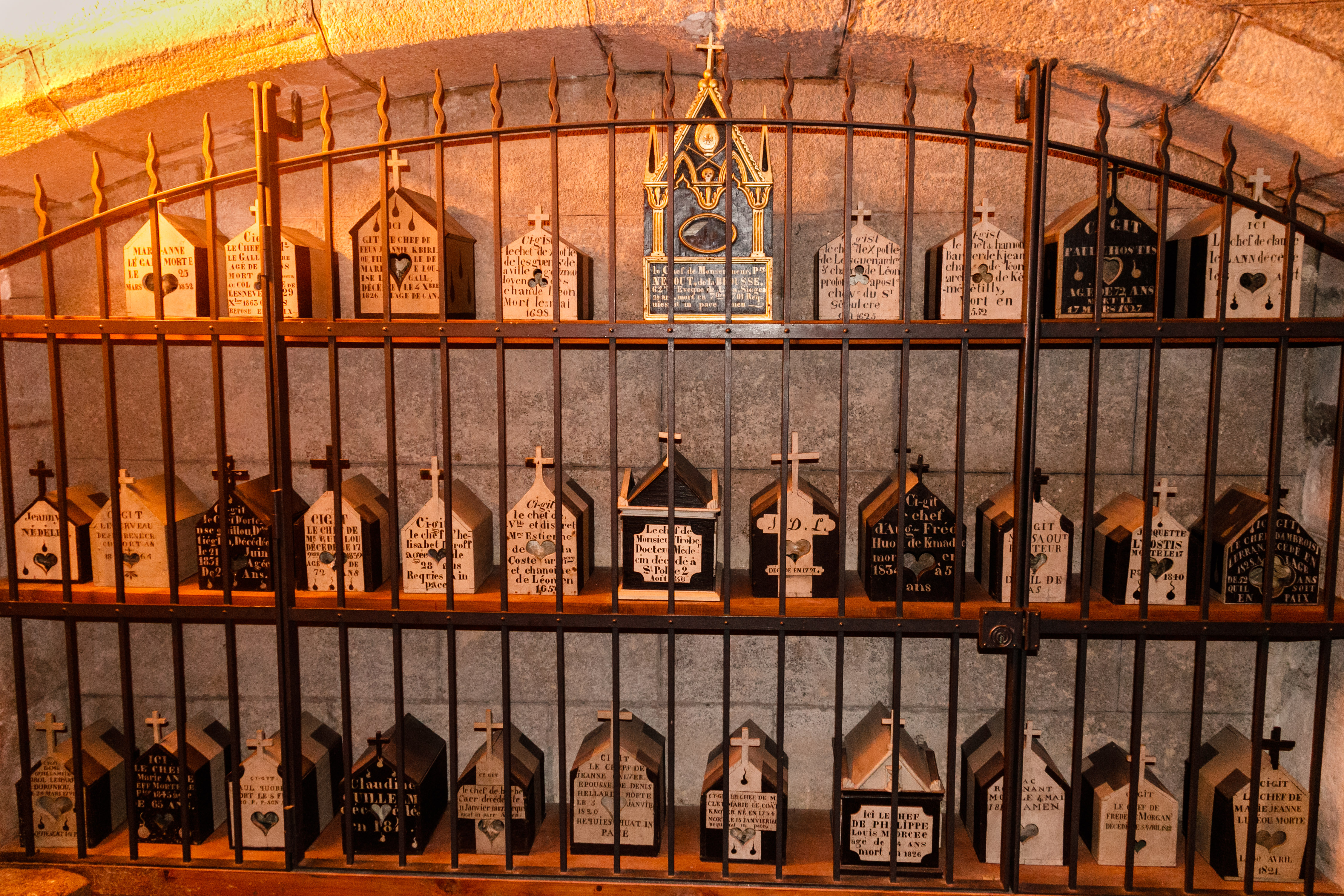
Les étagères des boîtes à crânes.
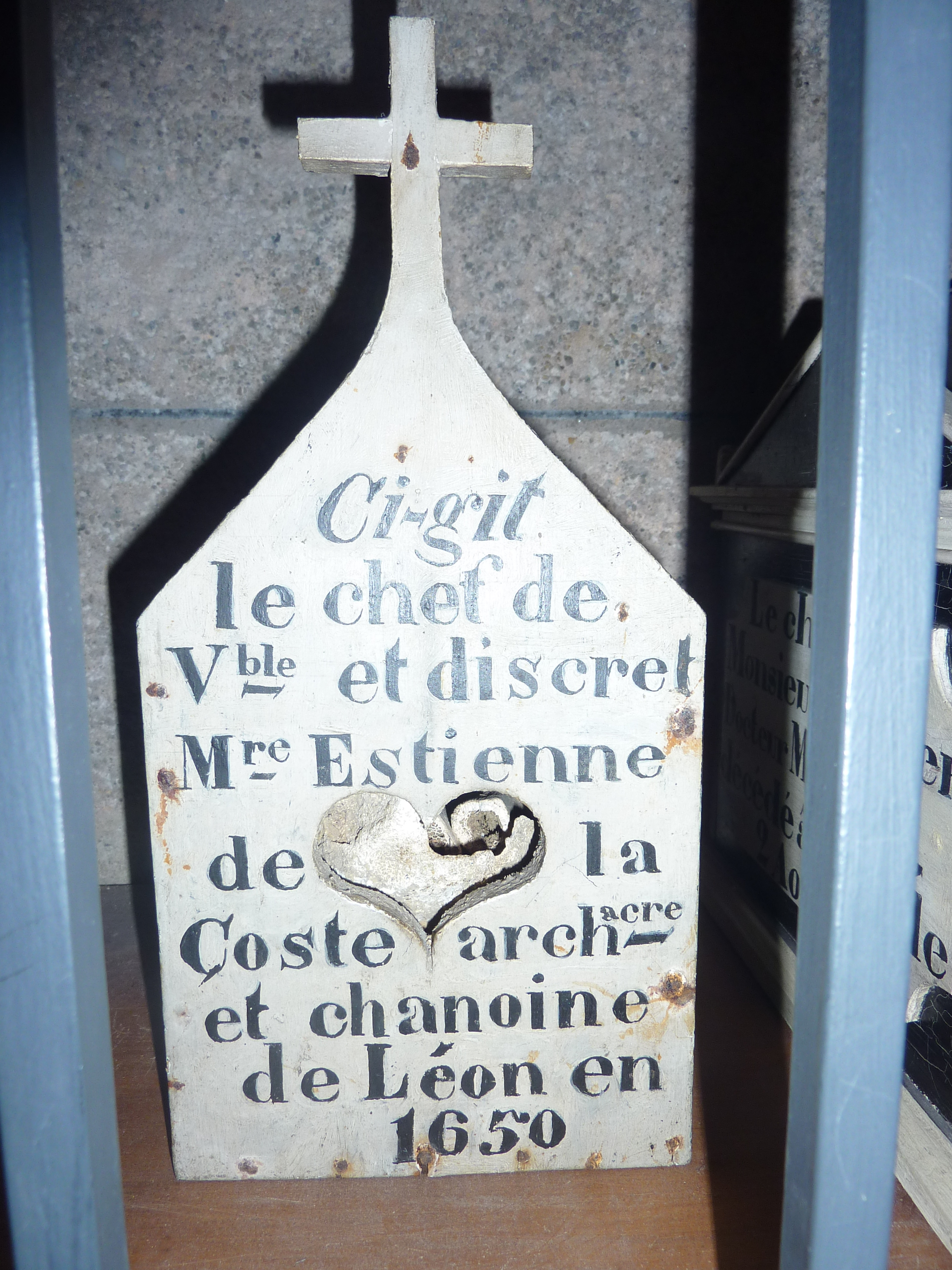
Boîte à crâne déposée sur une étagère.
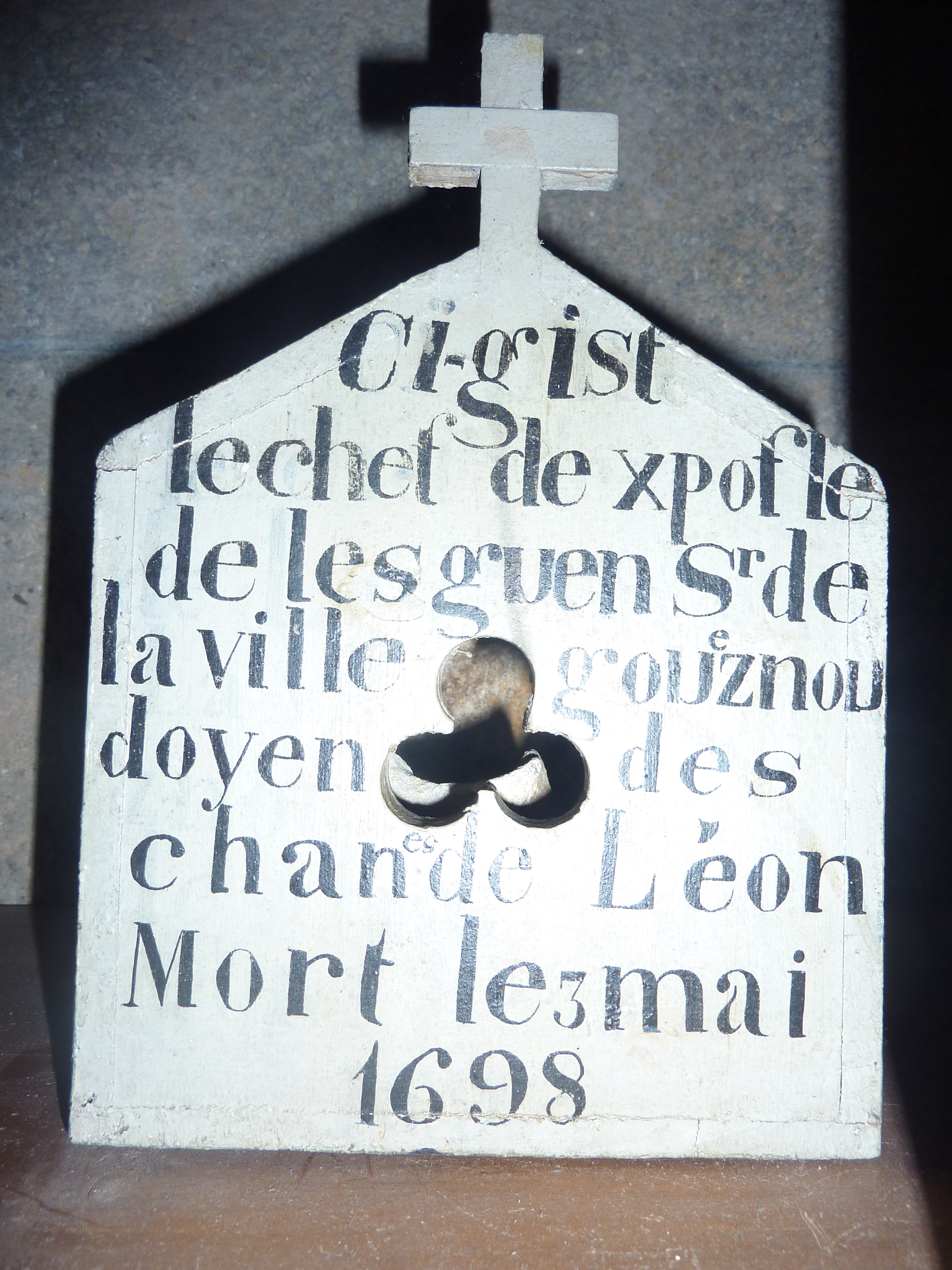
Boîte à crâne déposée sur une étagère.
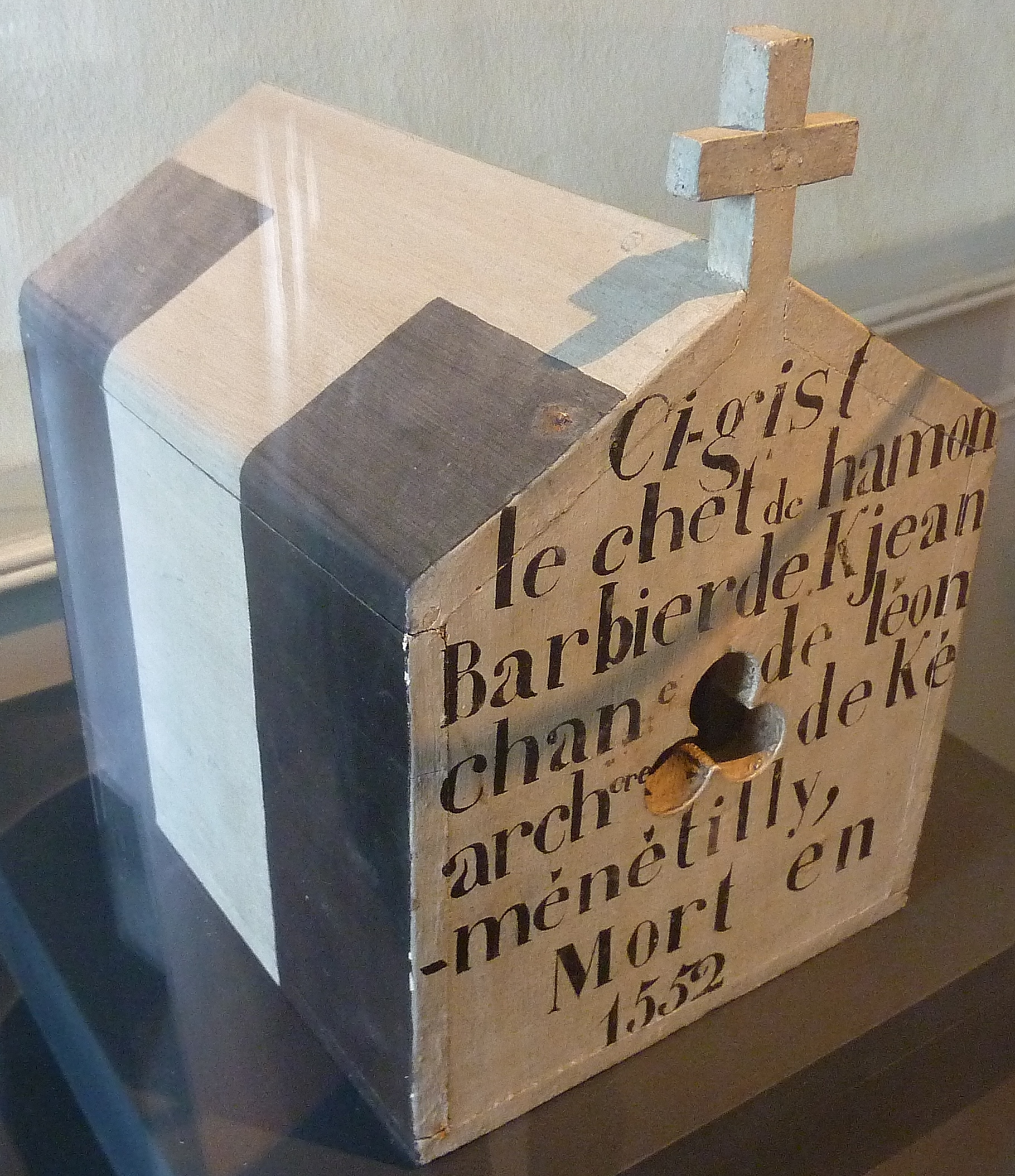
Boîte à crâne de Hamon Barbier.

### Cloches

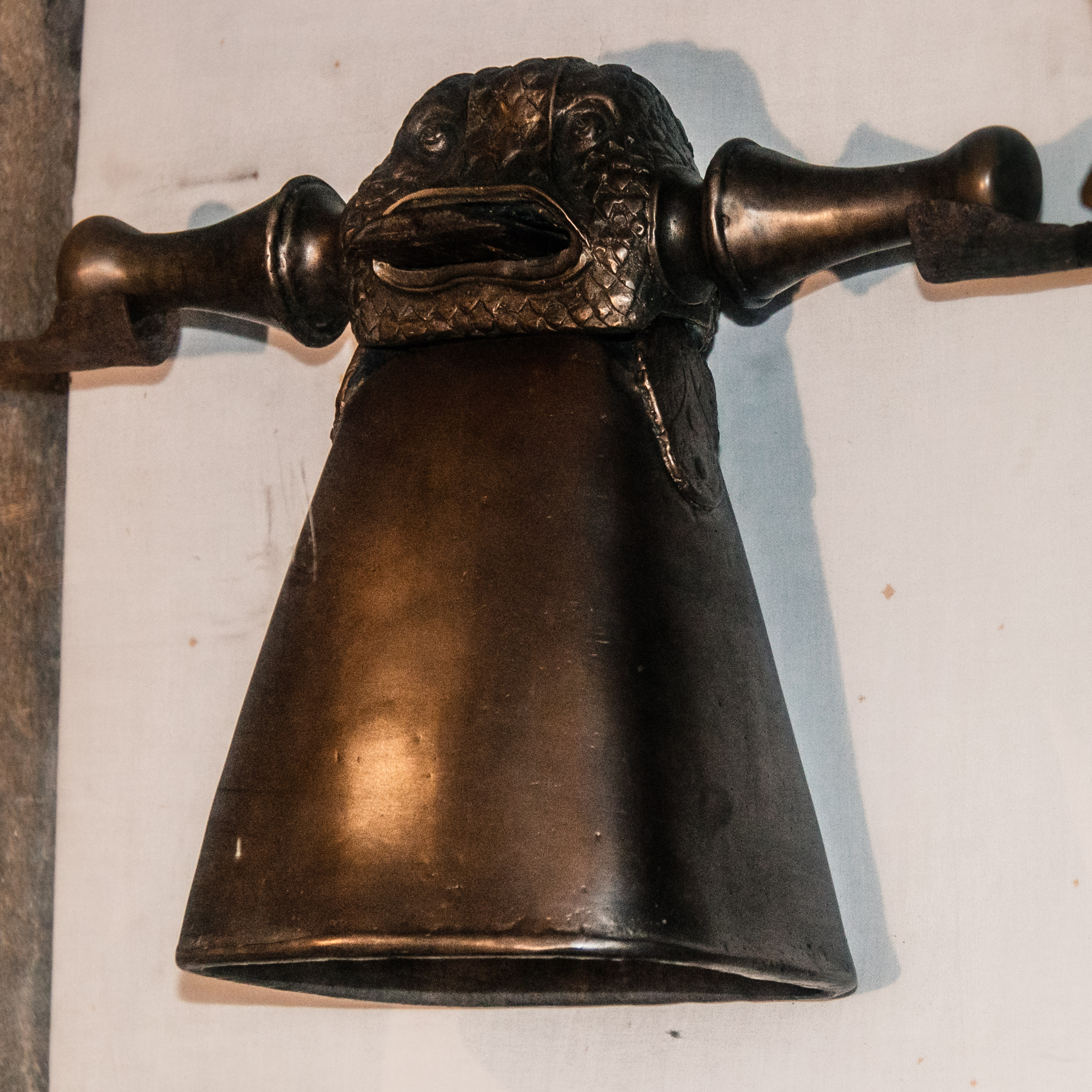
Réplique de la cloche celtique de Paul Aurélien.

La cathédrale abrite une cloche en bronze dont l'origine remonte peut-être au VIe siècle, ce qui ferait d'elle l'une des plus vieilles cloches de France. Ses dimensions sont modestes : pas plus de 19 cm de haut. Appelée « cloche de saint Pol de Léon », elle est classée au titre des monuments historiques depuis le 14 juin 1898. Il s'agit d'une cloche à main, réputée avoir appartenu au saint évêque. Il l'aurait tenue du roi légendaire Marc de Cornouailles, oncle de Tristan, et la cloche est attestée au Xe siècle sous le nom de cloche du roi Marc. Elle occupe une place importante dans l'hagiographie de Paul Aurélien écrite par le moine Wrmonoc en 884 ; la légende dit que la cloche, portée par une anse en forme de poisson, est apparue miraculeusement dans le produit d'une pêche, alors que le saint fondateur faisait étape sur l'île-de-Batz. Surnommée An hirglas (« la longue bleue »), elle fait l'objet d'une grande vénération de la part des fidèles, car elle a la réputation de guérir la surdité et les maux de têtes. On l'imposait sur la tête des malades, jusqu'à ce que l'évêque s'oppose à cette pratique en 1629–1630, en n'acceptant plus que l'osculation, c'est-à-dire les baisers. À la fin du XXe siècle, l'une et l'autre pratique ont disparu, et on fait simplement sonner la cloche au-dessus de la tête des fidèles.
Hors de cette clochette, la cloche la plus ancienne de la cathédrale a été fondue en 1563. Appelée « le Jacques », elle commémore l'évêque Hamon de Léon, que son frère Guyomarch IV de Léon avait assassiné le 21 janvier 1171, alors qu'il sortait de l'office. Elle porte l'inscription suivante : « Je fus fait par Mr Guy de Hergoat chanoine de Léon, fabrique lors me fit faire par Artus Grumaret fondeur pour servir l'an MVc LXIII. Ante nommalear Hamo ». Cette cloche sonne les heures. Elle a été classée au titre des monuments historiques comme immeuble par destination avec la cathédrale par la liste de 1840.
Enfin, l'édifice abrite deux autres cloches, situées dans la tour nord, qui sonnent les quarts d'heure. Elles ont été fondues en 1612 et, comme la précédente, ont été classées au titre des monuments historiques comme immeuble par destination avec la cathédrale par la liste de 1840.
Cet édifice contient une sonnerie de 4 cloches de volée électrique en lancé-franc (cloches 2 à 4) et rétro-équilibré (cloche 1) (Tours Nord (cloche 1) et Sud (cloches 2 à 4)) :
- Cloche 1 : « Jacques » ; 1,56 m de diamètre ; 2067 kg ; fondue en 1563 (ou 1568) par Artus Guimar (ou GUYOMARC'H (ou GUIMARCH)) (Morlaix) ; DO#3 ;
- Cloche 2 : « ? » ; fondue en 1827 par BRIENS Frères (Morlaix) ; RÉ#3 ;
- Cloche 3 : « ? » ; fondue en 1827 par BRIENS Frères (Morlaix) ; FA3 ;
- Cloche 4 : « Marie Bernadette » ; fondue en 1950 par Robert et Jean BOLLÉE (Orléans) ; LA#3,

+ 2 cloches fixes (marteaux de tintement extérieur électriques), reliées à l'Horloge (Tour Nord) :
- Cloche +1 : "?" ; fondue en 1612 par ? ; FA4 ;
- Cloche +2 : "?" ; fondue en 1612 par ? ; SOLb4.

Au total un ensemble campanaire de 6 cloches

### Grand orgue

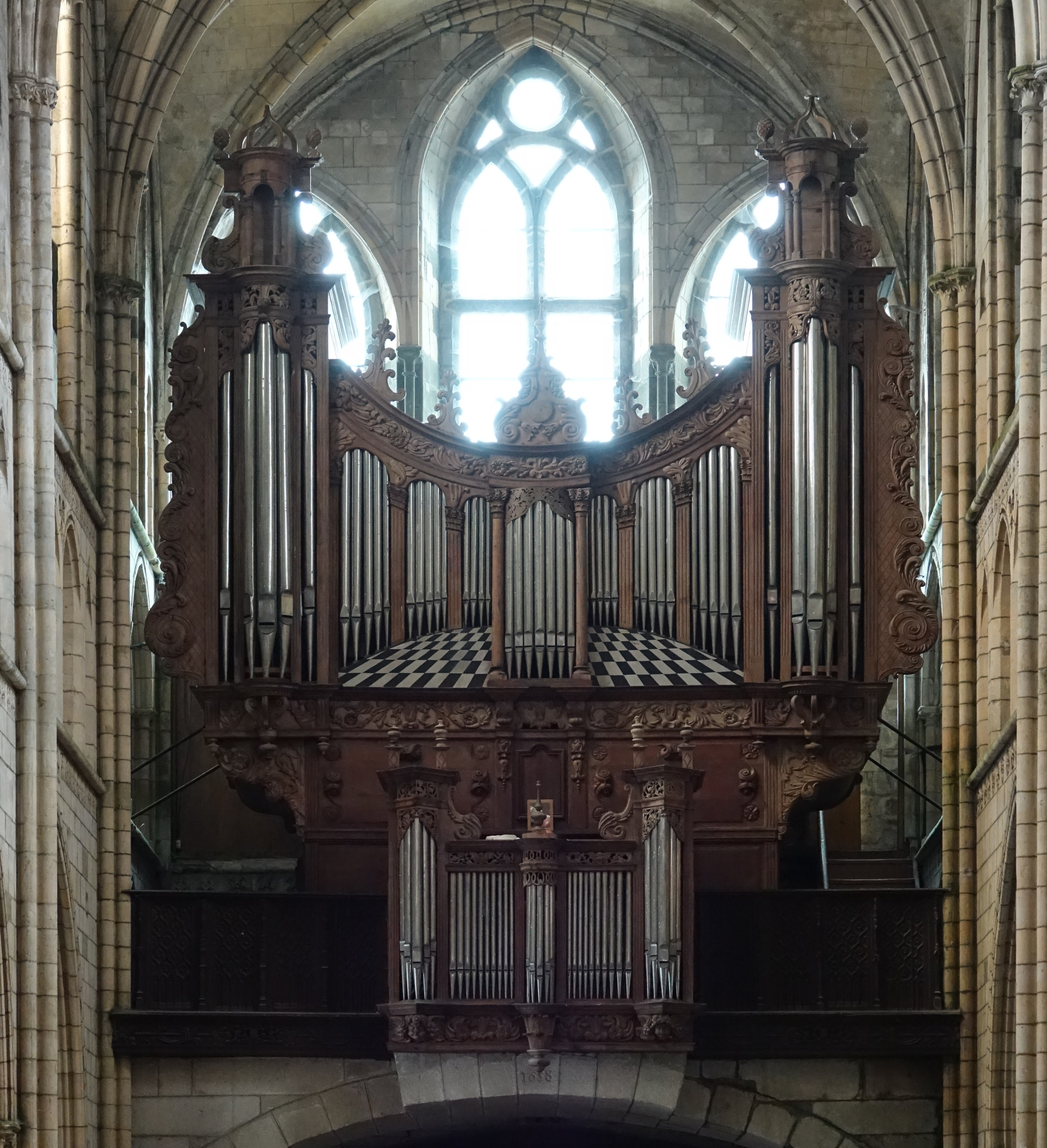
Grand orgue de 1660.

Le grand orgue a été construit entre 1657 et 1660 par le facteur d'orgues Robert Dallam et son fils Thomas, seigneur de la Tour. L'instrument, modifié tout au long du XVIIIe siècle, est complètement reconstruit en 1846 par Daublaine Callinet, puis complété par Heyer en 1858, avant d'être de nouveau refait par Jean-Baptiste Stoltz en 1887. Il est classé au titre des monuments historiques depuis le 28 février 1980 pour la partie instrumentale. Il comporte 2 118 tuyaux. Le plan de l'orgue est très proche de celui de la King's College Chapel de Cambridge. Il est orné d'un damier noir et blanc, en trompe-l'œil, évoquant une cour semi-circulaire encadrée de colonnades.
La composition de l'orgue est la suivante (suivant l'usage, la longueur des tuyaux est donnée en pieds) : 
| I Positif CD–f5 |             |
| Salicional      | 8'          |
| Bourdon         | 8′          |
| Flûte           | 8' (D)      |
| Flûte           | 4'          |
| Nasard          | 2' 2/3      |
| Doublette       | 2'          |
| Plein jeu       | 4 rangs     |
| Cornet          | 3 rangs (D) |
| Trompette       | 8'          |
| Clarinette      | 8'          |

| II Grand orgue C–f5 |             |
| Bourdon             | 16′         |
| Montre              | 8'          |
| Violoncelle         | 8'          |
| Flûte harmonique    | 8'          |
| Bourdon             | 8'          |
| Prestant            | 4'          |
| Plein jeu           | 5 rangs     |
| Cornet              | 5 rangs (D) |
| Bombarde            | 16'         |
| Trompette           | 8'          |
| Clairon             | 4'          |

| III Récit expressif C–f5 |    |
| Gambe                    | 8' |
| Flûte                    | 8' |
| Bourdon                  | 8' |
| Voix céleste             | 8' |
| Flûte octaviante         | 4' |
| Trompette                | 8' |
| Basson hautbois          | 8' |
| Voix humaine             | 8' |
| Tremblant                |    |

| Pédale C–f3 |     |
| Soubasse    | 16' |
| Flûte       | 8'  |
| Flûte       | 4'  |
| Bombarde    | 16' |
| Trompette   | 8'  |
| Clairon     | 4'  |